# 2019冠狀病毒病江蘇省疫情
2019冠狀病毒病江苏疫情，介紹在2019冠狀病毒病疫情中，在中华人民共和国江苏省發生的情況。截至2022年7月6日24时，江苏省累计报告确诊病例2277例，累计出院病例2242例，无死亡病例。在定点医院隔离治疗的确诊病例35例（其中本土24例，境外输入11例），接受隔离医学观察的无症状感染者380例（其中本土357例，境外输入23例）。

## 確診個案

### 2020年1月
2020年1月22日，南京市江北新区管委会工作人员证实江苏南京收治一新型肺炎疑似患者。
1月23日，通報1例確診病例。37歲男性，住在蘇州市工業園區，10日從武漢返回江蘇、就診被隔離。22日獲確認為病例。同日晚上，江苏省再次通报新增确诊病例4例，其中南京市2例、连云港市和扬州市各1例，为南京市、连云港市和扬州市首次报告确诊病例，4例病例均有近期武汉旅行史。
1月24日上午，江苏省卫健委通报新增确诊病例4例，无锡市、南通市、南京市、苏州市各1例，其中无锡市、南通市为首次报告确诊病例。截至1月23日24时，江苏省累计报告确诊病例9例，无重症病例。
1月25日，江苏省卫健委通报新型冠状病毒感染的肺炎新增确诊病例9例，新增出院病例1例。其中常州市5例，盐城市1例，宿迁市1例，为常州市、盐城市、宿迁市首次报告确诊病例。另外南京市、苏州市各新通报1例。新增出院病例中，苏州市1例。
1月26日，江苏省卫健委通报新型冠状病毒感染的肺炎新增确诊病例13例，其中淮安市、泰州市首次报告各1例，南京市3例，无锡市1例，苏州市4例，南通市1例，连云港市2例。当晚11时12分，苏州市相关部门发布通告，称一名新型冠状病毒感染的肺炎确诊患者，于1月22日在武汉乘坐G1766次列车，之后在苏州北站下车。
1月27日，江苏省卫健委通报新型冠状病毒感染的肺炎新增确诊病例16例，新增重症病例1例。其中：徐州市3例，镇江市2例，为徐州市、镇江市首次报告确诊病例。其他7个设区市新增确诊病例中，无锡市2例，常州市1例，苏州市1例，南通市2例，淮安市1例，扬州市3例，泰州市1例。
1月28日，江苏省卫健委通报新型冠状病毒感染的肺炎新增确诊病例23例，其中南京市3例、无锡市2例、徐州市5例、常州市2例、苏州市4例、南通市2例、扬州市1例、泰州市2例、宿迁市2例，新确诊病例中，9例有武汉居住史，12例有湖北旅行史。年龄最大的77岁，最小的19岁。女性9人，男性14人。
1月29日，江苏省卫健委通报新型冠状病毒感染的肺炎新增确诊病例29例，其中南京市4例、无锡市3例、苏州市8例、淮安市1例、盐城市5例、扬州市3例、泰州市4例、宿迁市1例。新增确诊病例中，13例有湖北居住史，13例有武汉旅行史，2例为此前确诊病例的密切接触者。年龄最大的73岁，最小的26岁。女性14人，男性15人。
1月30日，江苏省卫健委通报新型冠状病毒感染的肺炎新增确诊病例30例，其中南京市5例、无锡市1例、徐州市7例、常州市2例、苏州市4例、南通市3例、连云港市3例、淮安市4例、泰州市1例。新增确诊病例中，11例有湖北居住史，9例有武汉旅行史，7例为此前确诊病例的密切接触者。年龄最大的67岁，最小的7岁。女性12人，男性18人。
1月31日，江苏省卫健委通报新型冠状病毒感染的肺炎新增确诊病例39例，其中南京市6例、无锡市2例、徐州市5例、常州市3例、苏州市8例、南通市1例、连云港市3例、淮安市3例、盐城市2例、泰州市3例、宿迁市3例。新增重症病例1例，新增出院病例1例。新增确诊病例中，7例有武汉旅行史，10例有武汉居住史，3例有湖北旅行史，19例为此前确诊病例的密切接触者。年龄最大的71岁，最小的2岁。女性11人，男性28人。同日，南京市首批2名新型冠状病毒感染的肺炎患者出院，连云港市首例新型冠状病毒感染的肺炎患者也从连云港市第一人民医院通灌院区隔离病区治愈出院。

### 2020年2月
2月1日，江苏省卫健委通报新型冠状病毒感染的肺炎新增确诊病例34例，其中南京市3例、无锡市1例、徐州市3例、常州市1例、苏州市2例、南通市2例、连云港市4例、淮安市2例、盐城市5例、扬州市5例，泰州市5例、宿迁市1例。新增出院病例3例。新增确诊病例中，13例有武汉旅行史，5例有武汉居住史，2例有湖北旅行史，13例为此前确诊病例的密切接触者。年龄最大的85岁，最小的13岁。女性15人，男性19人。
2月2日，江苏省卫健委通报新型冠状病毒感染的肺炎新增确诊病例34例，其中，南京市7例、无锡市6例、徐州市7例、常州市1例、苏州市4例、南通市5例、淮安市1例、盐城市2例、镇江市1例。新增出院病例1例。新增确诊病例中，6例有武汉旅行史，4例有武汉居住史，2例有湖北以外地区旅行史，21例为此前确诊病例的密切接触者。年龄最大的80岁，最小的16岁。女性17人，男性17人。
2月3日，江苏省卫健委通报新型冠状病毒感染的肺炎新增确诊病例35例，其中，南京市5例、无锡市4例、徐州市6例、苏州市6例、南通市2例、连云港市1例、淮安市5例、扬州市1例、泰州市4例、宿迁市1例。新增重症病例1例，新增出院病例1例。新增确诊病例中，14例有武汉旅居史，4例有湖北旅居史，11例有湖北以外地区旅居史，6例为此前确诊病例的密切接触者。年龄最大的72岁，最小的23岁。女性15人，男性20人。
2月4日，江苏省卫健委通报新型冠状病毒感染的肺炎新增确诊病例37例，其中，南京市4例、无锡市2例、徐州市3例、常州市4例、苏州市8例、南通市3例、连云港市3例、淮安市4例、扬州市1例、镇江市2例、泰州市2例、宿迁市1例。新增出院病例1例。新增确诊病例中，7例有武汉旅居史，7例有湖北旅居史，10例有湖北以外地区旅居史，8例为确诊病例的密切接触者，4例有湖北人接触史。年龄最大的96岁，最小的11岁。男性18人，女性19人。
2月5日，江苏省报告新型冠状病毒感染的肺炎新增确诊病例33例。其中，南京市3例、无锡市1例、徐州市6例、常州市5例、苏州市3例、南通市3例、连云港市3例、淮安市4例、镇江市1例、泰州市3例、宿迁市1例。新增重症病例1例，新增出院病例5例。新增确诊病例中，年龄最大的97岁，最小的20岁。男性15人，女性18人。所有病例均已在定点医院救治，病情稳定。
2月6日，江苏省卫健委通报，2月5日0-24时，江苏省报告新型冠状病毒感染的肺炎新增确诊病例32例。其中，轻型病例5例，普通型病例27例。新增出院病例13例。新增确诊病例中，南京市5例、无锡市2例、常州市3例、苏州市5例、南通市2例、连云港市2例、淮安市8例、盐城市1例、镇江市2例、泰州市2例。其中，年龄最大的74岁，最小的22岁。男性19人，女性13人。所有病例均已在定点医院救治，病情稳定。
2月7日，江苏省卫健委通报，2月6日0-24时，江苏省报告新型冠状病毒感染的肺炎新增确诊病例35例。其中，轻型病例11例，普通型病例23例，危重型病例1例。新增出院病例12例。新增确诊病例中，南京市5例、无锡市3例、徐州市4例、常州市2例、苏州市9例、南通市2例、连云港市2例、淮安市3例、扬州市2例、镇江市1例、泰州市1例、宿迁市1例。其中，年龄最大的75岁，最小的9岁。男性20人，女性15人。所有病例均已在定点医院救治。
2月8日，江苏省卫健委通报，2月7日0-24时，江苏省报告新型冠状病毒肺炎新增确诊病例31例。其中，轻型病例2例，普通型病例29例。新增出院病例5例。新增确诊病例中，南京市8例、无锡市3例、徐州市3例、常州市2例、苏州市3例、南通市2例、连云港市3例、淮安市3例、盐城市1例、镇江市2例、泰州市1例。其中，年龄最大的89岁，最小的18岁。男性18人，女性13人。所有病例均已在定点医院救治。
2月9日，江苏省卫健委通报，2月8日0-24时，江苏省报告新型冠状病毒肺炎新增确诊病例29例。其中，轻型病例5例，普通型病例24例。新增出院病例8例。新增确诊病例中，南京市6例、无锡市4例、徐州市4例、苏州市3例、南通市1例、连云港市5例、淮安市4例、扬州市1例、镇江市1例。其中，年龄最大的73岁，最小的20岁。男性15人，女性14人。所有病例均已在定点医院救治。
2月10日，江苏省卫健委通报，2月9日0-24时，江苏省报告新型冠状病毒肺炎新增确诊病例24例。其中，轻型病例4例，普通型病例20例。新增出院病例21例。新增确诊病例中，南京市7例、无锡市3例、徐州市4例、苏州市2例、南通市1例、连云港市3例、淮安市2例、盐城市1例、泰州市1例。其中，年龄最大的80岁，最小的7岁。男性12人，女性12人。所有病例均已在定点医院救治。
2月11日，江苏省卫健委通报，2月10日0-24时，江苏省报告新型冠状病毒肺炎新增确诊病例23例。其中，轻型病例7例，普通型病例16例。新增出院病例12例。新增确诊病例中，南京市6例、无锡市4例、徐州市3例、苏州市3例、南通市2例、连云港市2例、泰州市3例。其中，年龄最大的76岁，最小的9个月。男性12人，女性11人。
2月12日，江苏省卫健委通报，2月11日0-24时，江苏省报告新型冠状病毒肺炎新增确诊病例28例。其中，轻型病例5例，普通型病例23例。新增出院病例10例。新增确诊病例中，南京市3例、无锡市3例、徐州市3例、常州市5例、苏州市4例、南通市2例、连云港市2例、淮安市1例、盐城市3例、泰州市2例。其中，年龄最大的84岁，最小的23岁。男性12人，女性16人。
2月13日，江苏省卫健委通报，2月12日0-24时，江苏省报告新型冠状病毒肺炎新增确诊病例27例。其中，轻型病例6例，普通型病例21例。新增出院病例37例。新增确诊病例中，南京市3例、无锡市1例、徐州市5例、常州市2例、苏州市1例、南通市1例、连云港市3例、淮安市4例、盐城市4例、扬州市2例、泰州市1例。其中，年龄最大的91岁，最小的7岁。男性17人，女性10人。
2月14日，江苏省卫健委通报，2月13日0-24时，江苏省报告新型冠状病毒肺炎新增确诊病例23例。其中，轻型病例2例，普通型病例21例。新增出院病例6例。新增重型病例1例（原为普通型病例），新增危重型病例1例（原为重型病例）。新增确诊病例中，南京市1例、无锡市2例、徐州市5例、常州市5例、南通市1例、连云港市3例、淮安市5例、盐城市1例。其中，年龄最大的80岁，最小的22岁。男性11人，女性12人。
2月15日，江苏省卫健委通报，2月14日0-24时，江苏省报告新型冠状病毒肺炎新增确诊病例11例，均为普通型病例。新增出院病例23例。新增确诊病例中，无锡市1例、徐州市1例、苏州市1例、南通市1例、连云港市1例、淮安市4例、盐城市1例、扬州市1例。其中，年龄最大的77岁，最小的19岁。男性2人，女性9人。
2月16日，江苏省卫健委通报，2月15日0-24时，江苏省报告新型冠状病毒肺炎新增确诊病例13例。其中，轻型病例1例，普通型病例12例。新增出院病例30例。新增重型病例3例（其中2例原为普通型病例，1例原为危重型病例）；1例重型病例符合新冠肺炎出院标准，1例转为普通型病例，1例转为危重型病例。新增危重型病例1例（原为重型病例），另有1例危重型病例转为重型病例。新增确诊病例中，南京市1例、无锡市1例、徐州市1例、常州市3例、连云港市2例、淮安市3例、扬州市1例、宿迁市1例。其中，年龄最大的68岁，最小的8岁。男性9人，女性4人。
2月17日，江苏省卫健委通报，2月16日0-24时，江苏省报告新型冠状病毒肺炎新增确诊病例9例。其中，轻型病例1例，普通型病例8例。新增出院病例36例。新增确诊病例中，无锡市2例、徐州市1例、常州市3例、淮安市2例、扬州市1例。其中，年龄最大的72岁，最小的21岁。男性4人，女性5人。
2月18日，江苏省卫健委通报，2月17日0-24时，江苏省报告新型冠状病毒肺炎新增确诊病例3例，均为普通型病例。新增出院病例37例。新增确诊病例中，常州市1例、苏州市1例、淮安市1例。其中，年龄最大的65岁，最小的49岁。男性2人，女性1人。
2月19日，江苏省卫健委通报，2月18日0-24时，江苏省报告新型冠状病毒肺炎新增确诊病例2例，均为普通型病例。新增出院病例33例。新增确诊病例中，南京市1例、常州市1例。其中，1例43岁，1例32岁，均为女性。
2月20日，江苏省卫健委通报，2月19日0-24时，江苏省无新增新型冠状病毒肺炎确诊病例；新增出院病例29例。新增重型病例1例（原为普通型病例）, 1例重型病例转为普通型病例。
2月21日，江苏省卫健委通报，2月20日0-24时，江苏省无新增新型冠状病毒肺炎确诊病例；新增出院病例27例。新增重型病例1例（原为普通型病例）, 1例重型病例转为普通型病例。
2月22日，江苏省卫健委通报，2月21日0-24时，江苏省无新增新型冠状病毒肺炎确诊病例；新增出院病例35例。新增危重型病例1例（原为重型病例）。
2月23日，江苏省卫健委通报，2月22日0-24时，江苏省无新增新型冠状病毒肺炎确诊病例；新增出院病例24例。
2月24日，江苏省卫健委通报，2月23日0-24时，江苏省无新增新型冠状病毒肺炎确诊病例；新增出院病例16例（其中1例原为危重型病例）。新增重型病例2例（原为普通型病例）。
2月25日，江苏省卫健委通报，2月24日0-24时，江苏省无新增新型冠状病毒肺炎确诊病例；新增出院病例31例，1例重型病例转为普通型病例。
2月26日，江苏省卫健委通报，2月25日0-24时，江苏省无新增新型冠状病毒肺炎确诊病例；新增出院病例5例，2例重型病例转为普通型病例。
2月27日，江苏省卫健委通报，2月26日0-24时，江苏省无新增新型冠状病毒肺炎确诊病例；新增出院病例31例。
2月28日，江苏省卫健委通报，2月27日0-24时，江苏省无新增新型冠状病毒肺炎确诊病例；新增出院病例12例。
2月29日，江苏省卫健委通报，2月28日0-24时，江苏省无新增新型冠状病毒肺炎确诊病例；新增出院病例13例。

### 2020年3月
3月1日，江苏省卫健委通报，2月29日0-24时，江苏省无新增新型冠状病毒肺炎确诊病例；新增出院病例10例。
3月2日，江苏省卫健委通报，3月1日0-24时，江苏省无新增新型冠状病毒肺炎确诊病例；新增出院病例7例。
3月3日，江苏省卫健委通报，3月2日0-24时，江苏省无新增新型冠状病毒肺炎确诊病例；新增出院病例19例。
3月4日，江苏省卫健委通报，3月3日0-24时，江苏省无新增新型冠状病毒肺炎确诊病例；新增出院病例10例。
3月5日，江苏省卫健委通报，3月4日0-24时，江苏省无新增新型冠状病毒肺炎确诊病例；新增出院病例15例。
3月6日，江苏省卫健委通报，3月5日0-24时，江苏省无新增新型冠状病毒肺炎确诊病例；新增出院病例8例。
3月7日，江苏省卫健委通报，3月6日0-24时，江苏省无新增新型冠状病毒肺炎确诊病例；新增出院病例11例。
3月8日，江苏省卫健委通报，3月7日0-24时，江苏省无新增新型冠状病毒肺炎确诊病例；新增出院病例9例。
3月8日下午，南京市最后一名新冠肺炎确诊患者出院，至此南京市已无新冠肺炎在院病例。
3月9日，江苏省卫健委通报，3月8日0-24时，江苏省无新增新型冠状病毒肺炎确诊病例；新增出院病例8例。
3月10日，江苏省卫健委通报，3月9日0-24时，江苏省无新增新型冠状病毒肺炎确诊病例；新增出院病例4例。同日，苏州市最后3名新冠肺炎确诊患者出院，至此苏州市已无新冠肺炎在院病例。
3月11日，江苏省卫健委通报，3月10日0-24时，江苏省新增出院病例5例。
3月12日，江苏省卫健委通报，3月11日0-24时，江苏省新增出院病例1例，新增重型病例1例（原为危重型病例）。
3月13日，江苏省卫健委通报，3月12日0-24时，江苏省新增出院病例2例。从同日下午起，网络上出现“江苏确诊病例清零”的传闻，有人误以为江阴出院的患者便是江苏省卫健委提到的最后1例无锡市患者，实际上此消息为误读。据报道，江阴的最后一例患者为12日确定出院，13日离院，已经统计到了13日早上公布的出院数据中。
3月14日，江苏省卫健委通报，3月13日0-24时，无锡市1例重型病例转为普通型病例。
3月15日，江苏省卫健委通报，3月14日0-24时，江苏省新增出院病例1例（即无锡市最后1例确诊病例）。这意味着江苏省已无本地确诊的在院病例。江苏省本地确诊的新冠肺炎病例治愈率达100%，无死亡病例。
3月22日，江苏省卫健委通报，3月21日0-24时，江苏省新增境外输入新冠肺炎确诊病例2例，其中苏州市报告1例（泰国输入）、宿迁市报告1例（英国输入）。
3月24日，江苏省卫健委通报，3月23日0-24时，江苏省新增境外输入新冠肺炎确诊病例3例，其中南京市报告1例（英国输入），苏州市报告1例（英国输入），南通市报告1例（阿联酋输入）。
3月25日，江苏省卫健委通报，3月24日0-24时，江苏省新增境外输入新冠肺炎确诊病例2例，其中南通市报告1例（英国输入），盐城市报告1例（英国输入）。
3月26日，江苏省卫健委通报，3月25日0-24时，江苏省新增境外输入新冠肺炎确诊病例2例，其中常州市报告1例（英国输入），连云港市报告1例（美国输入）。
3月27日，江苏省卫健委通报，3月26日0-24时，江苏省新增境外输入新冠肺炎确诊病例1例，为常州市报告1例（巴西输入）。
3月29日，江苏省卫健委通报，3月28日0-24时，江苏省新增境外输入新冠肺炎确诊病例3例，其中南京市报告1例（英国输入），苏州市报告2例（加拿大输入）。
3月30日，江苏省卫健委通报，3月29日0-24时，江苏省新增境外输入新冠肺炎确诊病例1例，为通过口岸联防联控机制报告（法国输入）。
3月31日，江苏省卫健委通报，3月30日0-24时，江苏省新增境外输入新冠肺炎确诊病例1例，为通过口岸联防联控机制报告（英国输入）。

### 2020年4月
4月2日，江苏省卫健委通报，4月1日0-24时，江苏省新增境外输入新冠肺炎确诊病例1例，为通过口岸联防联控机制报告（美国输入）。
4月3日，江苏省卫健委通报，4月2日0-24时，江苏省新增境外输入新冠肺炎确诊病例4例，其中3例为原无症状感染者转为确诊病例；出院1例。
4月4日，江苏省卫健委通报，4月3日0-24时，江苏省新增境外输入新冠肺炎出院病例1例。
4月10日，江苏省卫健委通报，4月9日0-24时，江苏省新增出院病例1例。
4月11日，江苏省卫健委通报，4月10日0-24时，江苏省新增境外输入确诊病例1例，新增出院病例2例。
4月11日，江苏省卫健委通报，4月11日0-24时，江苏省新增境外输入确诊病例1例。
4月14日，江苏省卫健委通报，4月13日0-24时，江苏省新增境外输入出院病例3例。
4月15日，江苏省卫健委通报，4月14日0-24时，江苏省新增境外输入出院病例1例。
4月17日，江苏省卫健委通报，4月16日0-24时，江苏省新增境外输入出院病例1例。
4月21日，江苏省卫健委通报，4月20日0-24时，江苏省新增境外输入出院病例1例。
4月22日，江苏省卫健委通报，4月21日0-24时，江苏省新增境外输入出院病例1例。
4月24日，江苏省卫健委通报，4月23日0-24时，江苏省新增境外输入出院病例1例。
4月29日，江苏省卫健委通报，4月28日0-24时，江苏省新增境外输入出院病例1例。

### 2020年5月
5月12日，江苏省卫健委通报5月11日最后一例境外输入确诊病例出院。

### 2020年6月
6月22日，江苏省新增境外输入确诊病例1例。

### 2020年7月
7月16日，江苏省新增境外输入确诊病例1例，菲律宾籍，在连云港市定点医院隔离治疗。

### 2020年8月
8月2日，江苏省新增3例境外输入确诊病例。其中1例为俄罗斯输入，在南京市定点医院隔离治疗；另2例为菲律宾输入，在连云港市定点医院隔离治疗。
8月6日，江苏省新增1例境外输入确诊病例（为印度输入，在南京市定点医院隔离治疗）。
8月14日，江苏省新增2例境外输入确诊病例（1例为菲律宾输入，1例为新加坡输入，均在南京市定点医院隔离治疗）。
8月17日，江苏省新增3例境外输入确诊病例（均为印度尼西亚输入，均在连云港市定点医院隔离治疗）。
8月20日，江苏省新增1例境外输入确诊病例（为菲律宾输入，在无锡市定点医院隔离治疗）。

### 2020年9月
9月10日，南京市建邺区通报一例境外输入无症状感染者。该感染者为一名19歲周姓男子，8月11日由美國搭機返抵南京，入境後三次檢測均为陰性，直到入境近1個月後的第4次、第5次才驗出陽性。该无症状感染者曾在位于南京市建邺区的华采天地购物中心一家篮球培训机构担任助教。在该无症状感染者通报后，其所在的篮球培训机构已经暂停营业。
9月23日，江苏省新增1例境外输入确诊病例（为意大利输入，在南京市定点医院隔离治疗）。

### 2020年10月

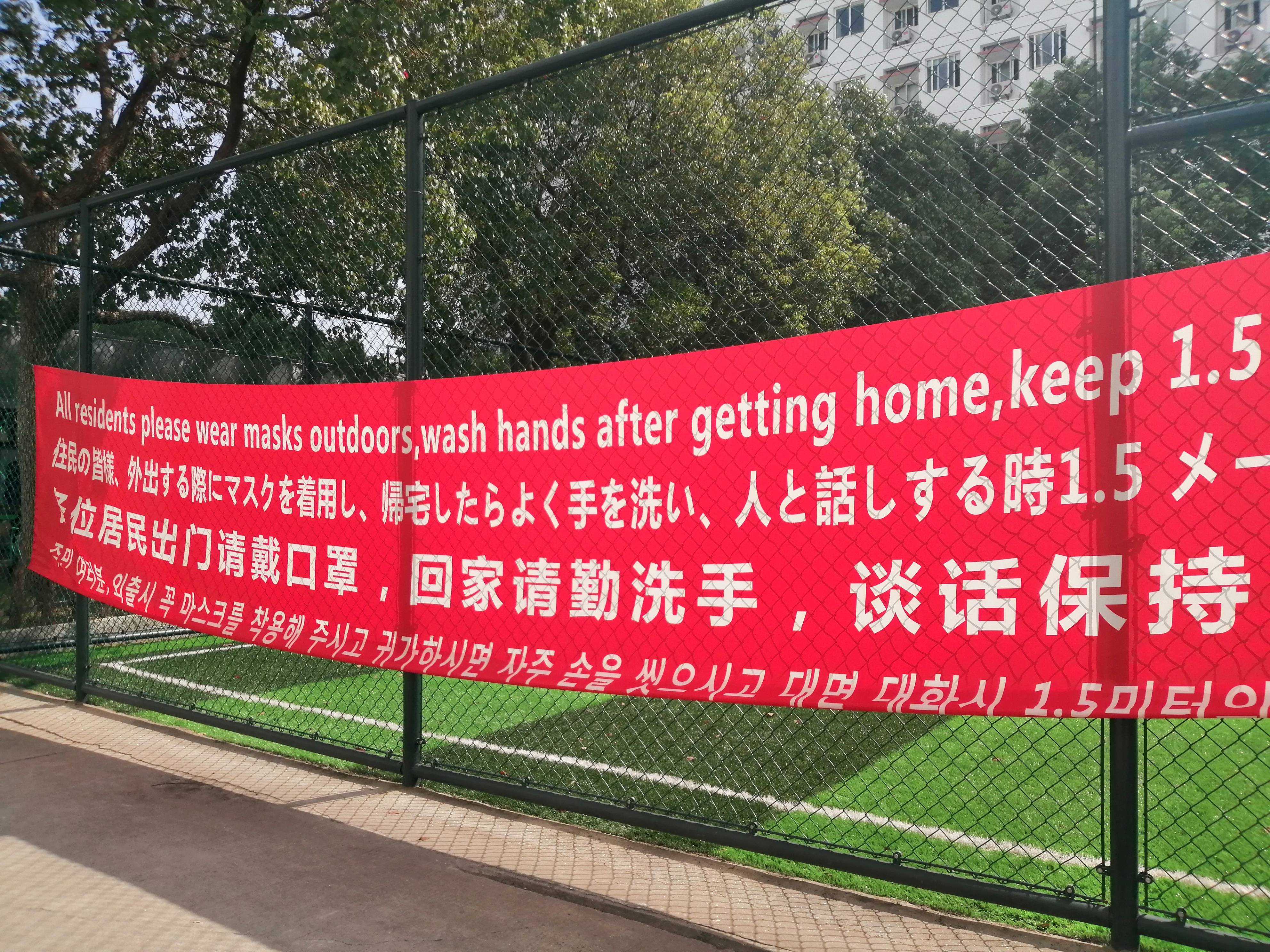
苏州市一处社区的防疫宣传标语，以中、英、日、韩四种语言同时展示，摄于2020年10月

10月4日，江苏新增1例境外输入确诊病例（为法属圭亚那输入，在南通市定点医院隔离治疗）。
10月13日，台湾衛生福利部疾病管制署公布新增1例境外移入病例，為台湾籍40多歲男性。该男子2020年2月至昆山市工作，10月1日出現流鼻水及有痰等症狀，僅自行買藥服用未在當地就醫，其辦公室有另2名同事有感冒症狀，亦自行服藥未就醫。個案10月11日返台休假，因入境時有咳嗽、流鼻水及鼻塞等症狀，於機場進行採檢，並於13日確診。翌日，疾病管制署邮件确认该居民12日核酸检测报告结果为阴性。昆山市疾控中心于10月13日对其所在企业进行环境监测和消杀，对企业所有应检人员进行血清和咽拭子采样检测，共采集样本1970人，结果均为阴性；共排查出密切接触者40名，血清和咽拭子检测结果均为阴性。28日，经疾管署確認，案530其病毒陽性之唾液檢體，應為同日自法國入境之案536檢體，將案530自確診病例移除，原案號（530）以（空置）處理，並同步通知中方與世界衛生組織IHR窗口有關此案例之處置。
10月15日，江苏新增2例境外输入确诊病例（均为意大利输入，在南京市定点医院隔离治疗）。
10月19日，江苏新增1例境外输入确诊病例（为意大利输入，在南京市定点医院隔离治疗）。
10月28日，江苏新增2例境外输入确诊病例（其中1例为意大利输入，在南京市定点医院隔离治疗；另1例为哈萨克斯坦输入，在南通市定点医院隔离治疗）。

### 2020年11月

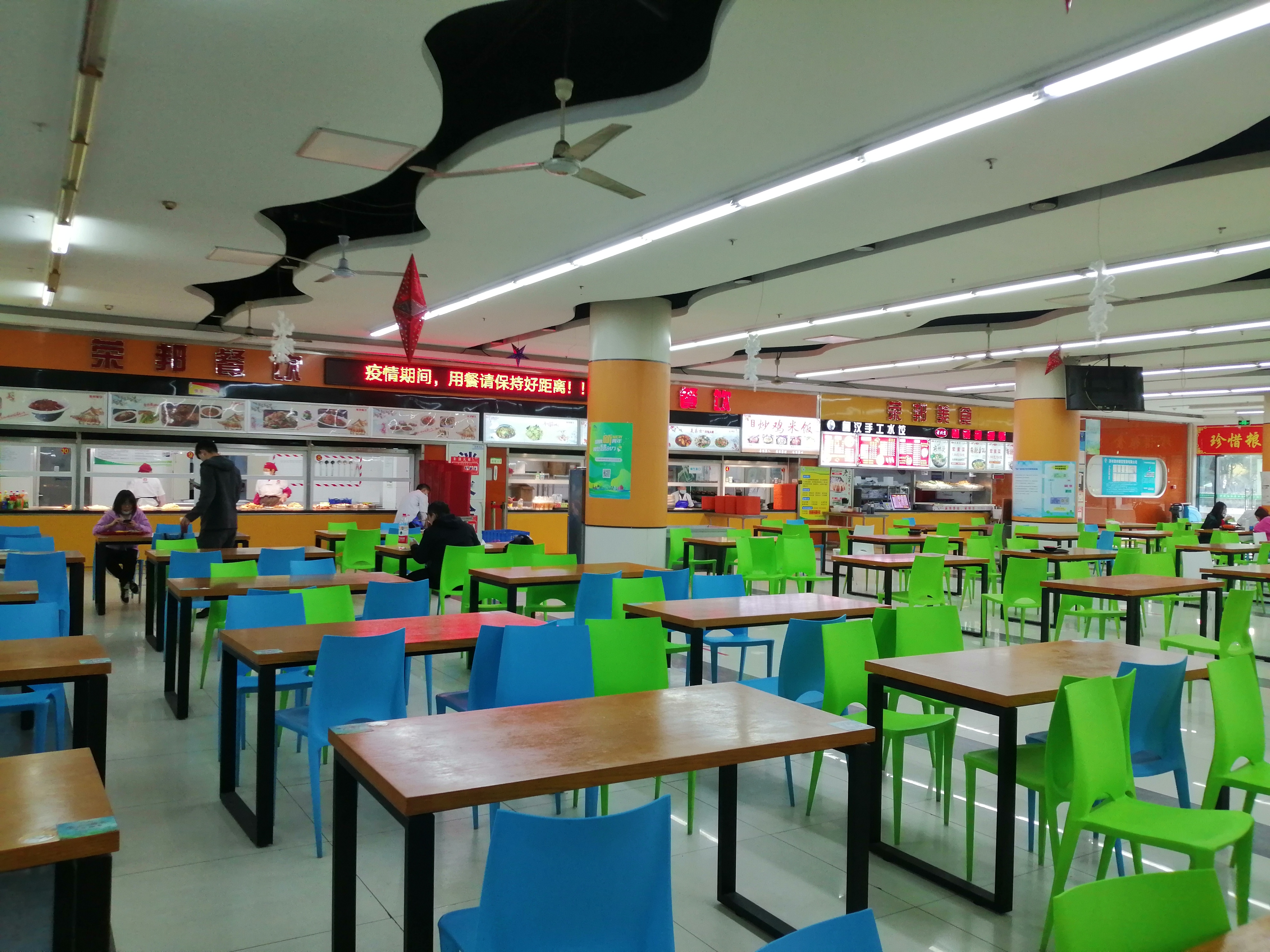
2020年11月，苏州独墅湖科教创新区文荟广场食堂内的电子显示屏，提示用餐请保持安全距离

11月1日，江苏新增1例确诊病例（为亚美尼亚输入，在南京市定点医院隔离治疗）。
11月2日，江苏新增1例确诊病例（为巴西输入，在南京市定点医院隔离治疗）。
11月8日，江苏新增1例确诊病例（为俄罗斯输入，在南京市定点医院隔离治疗）。
11月10日，江苏新增1例确诊病例（为意大利输入，在南京市定点医院隔离治疗）。
11月15日，江苏新增1例确诊病例（为俄罗斯输入，在南京市定点医院隔离治疗）。
11月23日，江苏新增2例确诊病例（均为意大利输入，在南京市定点医院隔离治疗；其中1例为此前境外输入无症状感染者转为确诊病例）。
11月25日，江苏新增1例确诊病例（为菲律宾输入，在扬州市定点医院隔离治疗）。

### 2020年12月

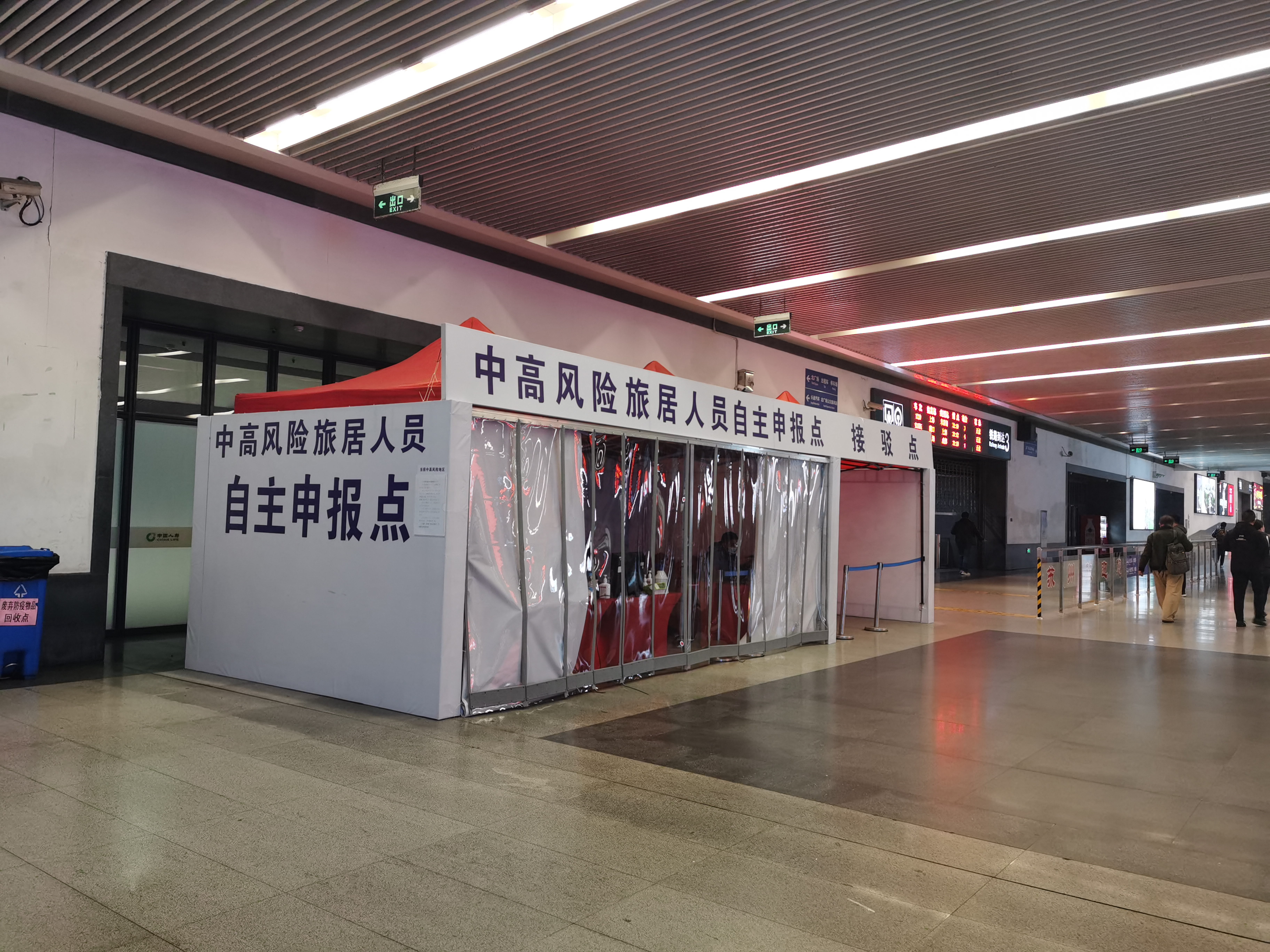
2020年12月，苏州站到达层设置的中高风险旅居人员自主申报点

12月8日，江苏新增1例确诊病例（为英国输入，在连云港市定点医院隔离治疗）。
12月11日，江苏新增2例确诊病例（1例为法国输入，在连云港市定点医院治疗；另1例为俄罗斯输入，在盐城市定点医院治疗）。
12月12日，江苏新增1例确诊病例（为俄罗斯输入，在盐城市定点医院治疗）。

### 2021年1月
1月4日，江苏新增1例确诊病例（为巴西输入，在南京市定点医院治疗）。
1月7日，江苏新增1例确诊病例（为意大利输入，在南京市定点医院治疗）。
1月8日，江苏新增确诊病例1例（为日本输入，在无锡市定点医院治疗）。
1月14日，江苏新增确诊病例1例（为美国输入，在镇江市定点医院治疗）。
1月22日，江苏新增境外输入确诊病例2例（1例为罗马尼亚输入，在南通市定点医院治疗；1例为爱尔兰输入，在镇江市定点医院治疗）。
1月23日，江苏新增境外输入确诊病例1例（美国输入，在无锡市定点医院治疗）。
1月26日，江苏新增境外输入确诊病例1例（巴西输入，在南京市定点医院治疗）。
1月27日，江苏新增境外输入确诊病例1例（美国输入，在苏州市定点医院治疗，为此前境外输入无症状感染者转为确诊病例）。
1月30日，江苏新增境外输入确诊病例1例（为俄罗斯输入，在南京市定点医院治疗）。

### 2021年2月
2月1日，江苏新增境外输入确诊病例3例（均为印度尼西亚输入，在常州市定点医院治疗）。
2月2日，江苏新增境外输入确诊病例1例（为前一日无症状感染者转为确诊病例，印度尼西亚输入，在常州市定点医院治疗）。
2月4日，江苏新增境外输入确诊病例1例（菲律宾输入，在扬州市定点医院治疗）。
2月6日，江苏新增境外输入确诊病例2例（均为印度尼西亚输入，在泰州市定点医院治疗）。
2月8日，江苏新增境外输入确诊病例1例（印度尼西亚输入，在常州市定点医院治疗）。
2月9日，江苏新增境外输入新冠肺炎确诊病例1例（毛里塔尼亚输入，在连云港市定点医院治疗）。
2月23日，江苏新增境外输入确诊病例1例（瑞士输入，在泰州市定点医院治疗）。

### 2021年3月
3月7日，江苏新增境外输入确诊病例1例（俄罗斯输入，在南京市定点医院治疗）。
3月13日，江苏新增境外输入确诊病例1例（菲律宾输入，在扬州市定点医院治疗）。
3月15日，江苏新增境外输入确诊病例1例（墨西哥输入，在南京市定点医院治疗）。
3月19日，江苏新增境外输入确诊病例1例（意大利输入，在南京市定点医院治疗）。
3月31日，江苏新增境外输入确诊病例2例（1例为当日新增，1例为无症状感染者转为确诊病例，均为意大利输入，在南京市定点医院治疗）。

### 2021年4月
4月2日，江苏新增境外输入确诊病例1例（意大利输入，在南京市定点医院治疗）。
4月4日，江苏新增境外输入新冠肺炎确诊病例2例（1例为菲律宾输入，在连云港市定点医院治疗；1例为意大利输入的无症状感染者转为确诊病例，在南京市定点医院治疗）。
4月5日，江苏新增境外输入确诊病例1例（无症状感染者转为确诊病例，日本输入，在常州市定点医院治疗）。
4月6日，江苏新增境外输入确诊病例1例（无症状感染者转为确诊病例，意大利输入，在南京市定点医院治疗）。
4月7日，江苏新增境外输入确诊病例1例（无症状感染者转为确诊病例，意大利输入，在南京市定点医院治疗）。
4月23日，江苏新增境外输入确诊病例1例（菲律宾输入，在扬州市定点医院治疗）。
4月25日，江苏新增境外输入确诊病例1例（波兰输入，在扬州市定点医院治疗）。
4月29日，江苏新增境外输入确诊病例1例（日本输入，在南京市定点医院治疗）。

### 2021年5月
5月3日，江苏新增境外输入确诊病例1例（巴布亚新几内亚输入，在苏州市定点医院治疗）。
5月11日，江苏新增境外输入确诊病例1例（无症状感染者转为确诊病例，韩国输入，在无锡市定点医院治疗）。
5月18日，江苏新增境外输入确诊病例1例（无症状感染者转为确诊病例，菲律宾输入，在扬州定点医院治疗）。
5月23日，江苏新增境外输入确诊病例1例（菲律宾输入，在扬州市定点医院治疗）。
5月24日，江苏新增境外输入确诊病例1例（阿根廷输入，在南京市定点医院治疗）。
5月25日，江苏新增境外输入确诊病例1例（意大利输入，在南京市定点医院治疗）。
5月27日，江苏新增境外输入确诊病例1例（巴拿马输入，在苏州市定点医院治疗）。
5月31日，江苏新增境外输入确诊病例1例（无症状感染者转为确诊病例，菲律宾输入，在扬州定点医院治疗）。

### 2021年6月
6月5日，江苏新增境外输入确诊病例1例（肯尼亚输入，在扬州市定点医院治疗）。
6月7日，江苏新增确诊病例1例（菲律宾输入，在南京市定点医院治疗）。
6月10日，江苏新增境外输入确诊病例1例（无症状感染者转为确诊病例，埃及输入，在扬州市定点医院治疗）。
6月11日，江苏新增境外输入确诊病例4例（其中3例为菲律宾输入，在连云港市定点医院治疗；1例为阿根廷输入，在南京市定点医院治疗）。
6月12日，江苏新增境外输入确诊病例1例（无症状感染者转为确诊病例，菲律宾输入，在扬州市定点医院治疗）。
6月13日，江苏新增境外输入确诊病例1例（俄罗斯输入，在南京市定点医院治疗）。
6月15日，江苏新增境外输入确诊病例2例（其中1例为俄罗斯输入，在南京市定点医院治疗；1例为纳米比亚输入，在常州市定点医院治疗）。
6月16日，江苏新增境外输入确诊病例1例（阿根廷输入，在南京市定点医院治疗）。
6月20日，江苏新增境外输入确诊病例1例（无症状感染者转为确诊病例，菲律宾输入，在扬州市定点医院治疗）。
6月22日，江苏新增境外输入确诊病例2例（其中1例为尼日利亚输入，在南京市定点医院治疗；1例为英国输入，在常州市定点医院治疗）。

### 2021年7月

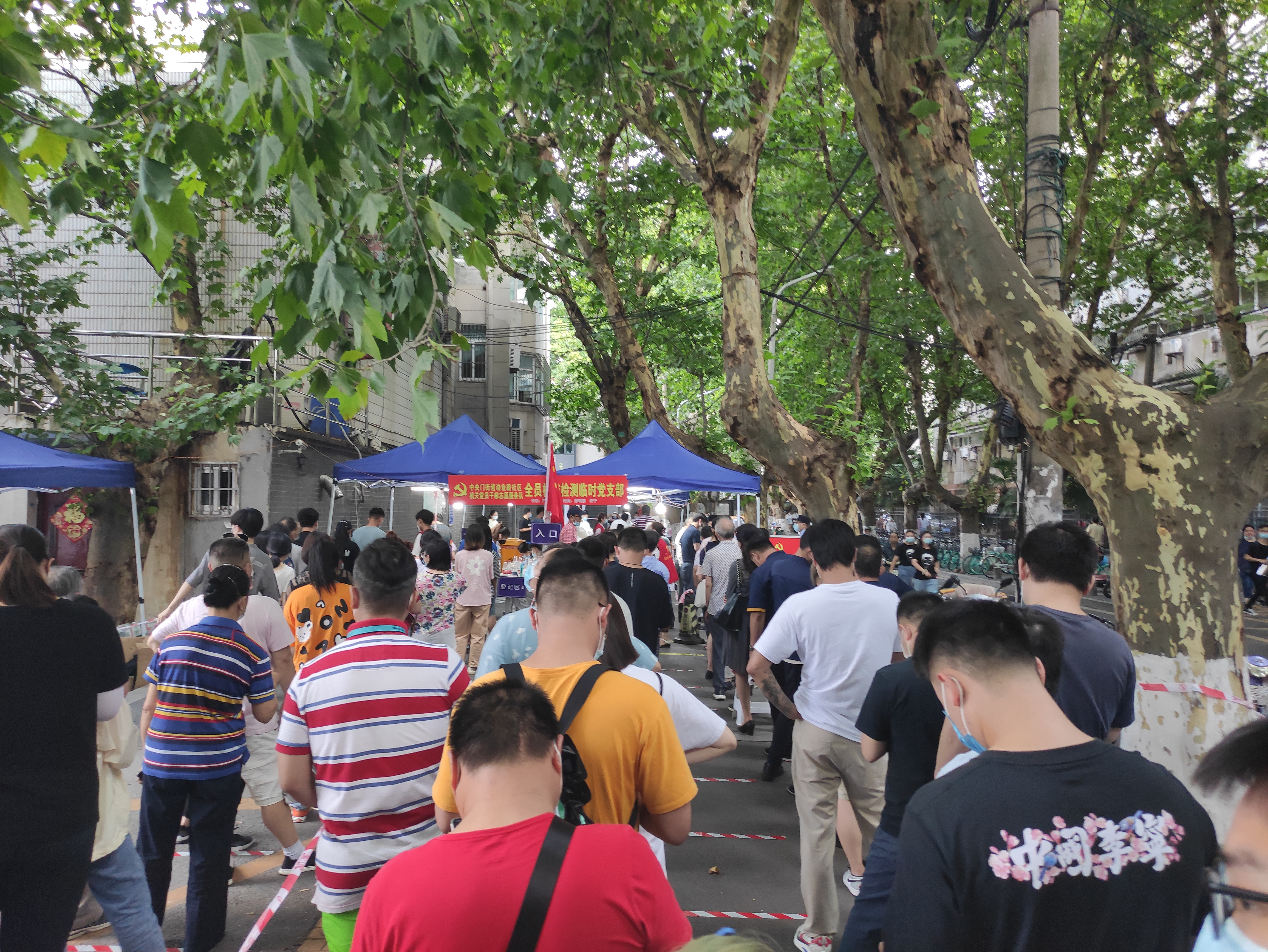
7月20日晚，南京通报新冠病毒阳性病例后，全市开始核酸检测

7月1日，江苏新增境外输入确诊病例1例（无症状感染者转为确诊病例，尼日利亚输入，在南京市定点医院治疗）。
7月6日，江苏新增境外输入确诊病例1例（英国输入，在南京市定点医院治疗），新增出院病例1例。
7月11日，江苏新增境外输入确诊病例1例（俄罗斯输入，在南京市定点医院治疗）。
7月12日，江苏新增本土确诊病例1例（境外输入关联，在南京市定点医院治疗），新增境外输入确诊病例1例（阿根廷输入，在南京市定点医院治疗）。
7月13日，江苏新增境外输入确诊病例1例（博茨瓦纳输入，在南京市定点医院治疗）。
7月15日，江苏新增境外输入确诊病例2例（其中1例为无症状感染者转为确诊病例，菲律宾输入，在扬州市定点医院治疗；1例为俄罗斯输入，在南京市定点医院治疗）。
7月17日，江苏新增境外输入确诊病例1例（俄罗斯输入，在南京市定点医院治疗）。
7月20日，南京市江宁区新冠肺炎疫情防控指挥部接禄口国际机场防疫专班报告，在禄口国际机场工作人员定期核酸检测样品中，有检测结果呈阳性，涉及工作人员主要是参与机场航班保障人员，包括地服、保洁等岗位人员。截至20日下午6时，已出结果中检测阳性9份。
7月20日0时-21日8时，江苏新增本土确诊病例7例（机场人员每周例行筛查发现，在南京市定点医院治疗）；境外输入确诊病例2例（均为阿根廷输入，在南京市定点医院治疗）。新增本土无症状感染者2例；新增境外输入无症状感染者1例。
7月21日8时至21日19时，南京市新增本土新型冠状病毒感染肺炎确诊病例2例；新增本土无症状感染者6例。7月21日19时至24时，江苏新增本土新冠肺炎确诊病例2例，当日新增本土无症状感染者7例。
7月22日0-24时，江苏新增本土确诊病例12例（均在南京市定点医院治疗）；新增本土无症状感染者7例，新增境外输入无症状感染者1例。
7月23日，江苏新增本土确诊病例12例（均在南京市定点医院治疗）；新增本土无症状感染者4例，新增境外输入无症状感染者1例。
7月24日，江苏新增本土确诊病例2例，本土无症状感染者2例，均为南京市报告。
7月25日，江苏新增本土确诊病例39例（南京市报告38例，其中8例为无症状感染者转为确诊病例；宿迁市报告1例，为无症状感染者转为确诊病例），新增本土无症状感染者1例，为南京市报告。南京市新增本土确诊病例中，27例为轻型，11例为普通型；宿迁市新增1例为普通型。
7月26日，江苏新增本土确诊病例31例（为南京市报告，其中7例为无症状感染者转为确诊病例）。新增境外输入确诊病例3例。南京市新增本土确诊病例中，28例为轻型，3例为普通型。
7月27日，江苏新增本土确诊病例48例（南京市报告47例，其中5例为无症状感染者转为确诊病例；宿迁市报告1例），23例为轻型，25例为普通型。新增本土无症状感染者1例，为南京市报告。
7月28日，江苏新增本土确诊病例20例（南京市报告18例；扬州市报告2例），10例为轻型，10例为普通型。
7月29日，江苏新增本土确诊病例18例（南京市报告13例，其中1例为无症状感染者转为确诊病例；淮安市报告1例；扬州市报告4例），14例为轻型，4例为普通型。新增本土无症状感染者4例（无锡市报告1例；淮安市报告3例）。新增境外输入无症状感染者2例（菲律宾输入）。
7月30日，江苏新增本土确诊病例19例（南京市报告6例；淮安市报告2例，其中1例为无症状感染者转为确诊病例；扬州市报告10例，其中新增病例有9人年龄超过60岁，9人均到过棋牌室；宿迁市报告1例），7例为轻型，12例为普通型。
7月31日，江苏新增本土确诊病例30例（南京市报告14例，其中1例为无症状感染者转为确诊病例；淮安市报告4例；扬州市报告12例），20例为轻型，10例为普通型。

### 2021年8月
8月1日，江苏新增本土确诊病例40例（南京市报告11例，淮安市报告3例，扬州市报告26例），11例为轻型，29例为普通型。新增本土无症状感染者2例（均为扬州市报告）。新增境外输入确诊病例3例。
8月2日，江苏新增本土确诊病例45例（南京市报告5例，扬州市报告40例），22例为轻型，23例为普通型。新增境外输入确诊病例2例。
8月3日，江苏新增本土确诊病例35例（南京市报告3例；扬州市报告32例，其中2例为无症状感染者转为确诊病例），17例为轻型，18例为普通型，现有病例中有2例转为危重型病例；新增境外输入确诊病例3例、境外输入无症状感染者1例。
8月4日，江苏新增本土确诊病例40例（南京市报告4例，扬州市报告36例），22例为轻型，16例为普通型，2例为重型。
8月5日，江苏新增本土确诊病例61例（南京市报告1例；扬州市报告58例；淮安市报告2例，为无症状感染者转为确诊病例），22例为轻型，36例为普通型，3例为重型。
8月6日，江苏新增本土确诊病例53例（南京市报告1例，扬州市报告52例），11例为轻型，41例为普通型，1例为重型。新增境外输入确诊病例1例。
8月7日，江苏新增本土确诊病例38例（南京市报告2例；扬州市报告36例），7例为轻型，30例为普通型，1例为重型。
8月8日，江苏新增本土确诊病例38例（均为扬州市报告），4例为轻型，33例为普通型，1例为重型。
8月9日，江苏新增本土确诊病例50例（南京市报告2例，扬州市报告48例），12例为轻型，37例为普通型，1例为重型。
8月10日，江苏新增本土确诊病例54例（均为扬州市报告），13例为轻型，41例为普通型。
8月11日，江苏新增本土确诊病例38例（南京市报告1例；扬州市报告37例），15例为轻型，23例为普通型。
8月12日，江苏新增本土确诊病例26例（南京市报告1例，扬州市报告25例），13例为轻型，12例为普通型，1例为重型。
8月13日，江苏新增本土确诊病例18例（均为扬州市报告），1例为轻型，17例为普通型。
8月14日，江苏新增本土确诊病例18例（均为扬州市报告，其中来自集中隔离点17例、居家隔离1例），3例为轻型，15例为普通型。
8月15日，江苏新增本土确诊病例6例（均为扬州市报告），3例为轻型，3例为普通型。
8月16日，江苏新增本土确诊病例3例（均为扬州市报告），均为普通型。
8月17日，江苏新增本土确诊病例6例（均为扬州市报告），2例为轻型，4例为普通型。
8月18日，江苏新增本土确诊病例3例（均为扬州市报告），1例为轻型，2例为普通型。
8月19日，江苏新增本土确诊病例2例（均为扬州市报告），均为轻型。新增境外输入确诊病例1例。
8月20日，江苏新增本土确诊病例1例（扬州市报告），为普通型。
8月21日，江苏新增本土确诊病例1例（扬州市报告），为普通型。
8月24日，江苏新增本土确诊病例1例（扬州市报告，来自集中隔离点），为轻型。新增境外输入确诊病例1例。
8月26日，江苏新增本土确诊病例1例（扬州市报告），为普通型，在定点医院隔离治疗。
8月28日，江苏新增境外输入确诊病例2例。

### 2021年9月
9月1日，江苏新增境外输入确诊病例1例。
9月3日，江苏新增境外输入确诊病例1例。
9月9日，江苏新增境外输入确诊病例1例。
9月13日，江苏新增出院病例3例（均为本土确诊病例），全省在院本土确诊患者全部出院。
9月20日，江苏新增境外输入确诊病例3例（分别为德国、新加坡、韩国输入）。
9月26日，江苏新增境外输入确诊病例1例（菲律宾输入），在定点医院隔离治疗。
9月27日，江苏新增境外输入确诊病例2例（菲律宾输入），在定点医院隔离治疗。
9月28日，江苏新增境外输入确诊病例1例（英国输入）。

### 2021年10月
10月5日，江苏新增境外输入确诊病例1例（以色列输入）。

### 2021年11月
11月2日，常州市接到外省市确诊病例密接人员协查通报及发热门诊监测，发现4名人员新冠病毒核酸检测阳性，均有与重庆确诊病例的密切接触史。最終4人中3人確診，1人為無症狀感染者。
11月16日，江苏新增境外输入确诊病例14例（均为菲律宾输入，同一入境船舶船员，在连云港市定点医院隔离治疗）。
11月20日，江苏新增境外输入确诊病例2例（均为菲律宾输入，在连云港市定点医院治疗）。
11月25日，徐州市新增1例本土无症状感染者，曾于11月20日在苏州市与上海阳性人员在同一餐厅就餐，于11月21日晚乘坐G8300次列车来到徐州。

### 2021年12月
12月8日，南京確診1例本土病例。
12月10日，宜兴市在集中隔离人员（外省确诊病例密接）例行核酸检测中，发现1人呈阳性，初步诊断为无症状感染者。
12月11日，宜兴市在对集中隔离的外省来宜人员例行核酸检测中，发现一例结果阳性，经无锡市专家组诊断为无症状感染者。
12月12日，江苏新增境外输入确诊病例1例（为津巴布韦输入，在宿迁市定点医院治疗）。
12月19日，江苏新增境外输入确诊病例1例（为日本输入，在淮安市定点医院治疗）。
12月22日，江苏新增境外输入确诊病例2例（分别为美国输入，在南京市定点医院治疗；缅甸输入，在宿迁市定点医院治疗）。
12月28日，江蘇南京、江陰各检出1人新冠病毒检测阳性，两人均系长江引航中心工作人员。。

### 2022年1月
1月3日，江苏新增境外输入确诊病例1例（为加拿大输入，在镇江市定点医院治疗）。
1月5日，江苏新增境外输入确诊病例1例（为芬兰输入，在扬州市定点医院治疗）。
1月10日，无锡市首次检出1例奥密克戎变异株感染者，该感染者于1月5日从澳大利亚飞上海入境，在上海进行为期3天的集中隔离后经转运专班闭环转运至无锡市进行集中隔离，无锡市疾控中心对该感染者呼吸道标本进行新冠病毒全基因组测序和序列分析，结果为新冠病毒VOC/Omicron变异株（BA.1进化分支）。当日江苏新增境外输入确诊病例1例（为台湾地区输入，在苏州市定点医院治疗）。
1月11日，江苏新增境外输入确诊病例1例（为台湾地区输入，在苏州市定点医院治疗）。
1月28日，江苏新增境外输入确诊病例1例（为荷兰输入，在盐城市定点医院治疗）。

### 2022年2月
2月5日，江苏新增境外输入确诊病例1例（无症状感染者转为确诊病例，加纳输入，在扬州市定点医院治疗）。
2月10日，苏州市发现一例新冠肺炎无症状感染者，在企业例行新冠病毒核酸检测中发现。
2月13日，苏州市在发热门诊就诊患者和“愿检尽检”人员中，有4人核酸检测初筛及复核结果均呈阳性。截至2月14日11时，共发现阳性感染者8例，其中7例为确诊病例，1例为无症状感染者。当日江苏新增本土确诊病例8例（苏州市报告，在定点医院隔离治疗），新增本土无症状感染者4例（苏州市报告，在定点医院接受隔离医学观察）。新增境外输入确诊病例1例（新加坡输入，在连云港市定点医院隔离治疗），新增境外输入无症状感染者1例（日本输入，在无锡市定点医院接受隔离医学观察）。
2月15日，江苏新增本土确诊病例19例（苏州市报告18例，南通市报告1例，均在定点医院隔离治疗），新增本土无症状感染者3例（苏州市报告1例，无锡市报告2例，均在定点医院接受隔离医学观察）。
2月16日，江苏新增本土确诊病例16例（均为苏州市报告，在定点医院隔离治疗），新增本土无症状感染者7例（苏州市报告6例，无锡市报告1例，均在定点医院接受隔离医学观察）。
2月17日，江苏新增本土确诊病例4例（均为苏州市报告，在定点医院隔离治疗），新增本土无症状感染者12例（苏州市报告10例，无锡市报告2例，均在定点医院接受隔离医学观察）。
2月18日，江苏新增本土确诊病例19例（均为苏州市报告，在定点医院隔离治疗，其中6例由无症状感染者转为确诊病例），新增本土无症状感染者9例（苏州市报告7例，无锡市报告2例，均在定点医院接受隔离医学观察），新增境外输入无症状感染者1例。
2月19日，江苏新增本土确诊病例16例（均为苏州市报告，在定点医院隔离治疗），新增境外输入确诊病例13例（为俄罗斯输入，在南京市定点医院治疗），新增境外输入无症状感染者1例。
2月20日，江苏新增本土确诊病例11例（苏州市报告10例，无锡市报告1例由无症状感染者转为确诊病例，均在定点医院隔离治疗），新增本土无症状感染者6例（苏州市报告1例，无锡市报告5例，均在定点医院接受隔离医学观察），新增境外输入确诊病例1例（由无症状感染者转为确诊病例，为俄罗斯输入，在南京市定点医院隔离治疗），新增境外输入无症状感染者2例。
2月21日，江苏新增本土确诊病例12例（苏州市报告10例，其中1例由无症状感染者转为确诊病例；无锡市报告2例由无症状感染者转为确诊病例，均在定点医院隔离治疗），新增本土无症状感染者2例（苏州市报告，均在定点医院接受隔离医学观察），新增境外输入无症状感染者1例。
2月22日，江苏新增本土确诊病例2例（苏州市报告，在定点医院隔离治疗）。新增境外输入确诊病例1例（新加坡输入，在连云港市定点医院隔离治疗）。新增本土无症状感染者3例（苏州市报告1例，无锡市报告2例，均在定点医院接受隔离医学观察）。
2月23日，江苏新增本土确诊病例3例（苏州市报告，在定点医院隔离治疗），新增本土无症状感染者5例（苏州市报告，在定点医院接受隔离医学观察），新增境外输入无症状感染者3例。
2月24日，江苏新增本土确诊病例2例（苏州市报告，在定点医院隔离治疗）。新增境外输入确诊病例2例（香港输入1例，在无锡市定点医院隔离治疗；俄罗斯输入1例，在南京市定点医院隔离治疗），新增境外输入无症状感染者1例。
2月25日，江苏新增本土确诊病例4例（苏州市报告，其中1例由无症状感染者转为确诊病例，在定点医院隔离治疗）。新增境外输入确诊病例2例（香港输入，在苏州市定点医院隔离治疗），新增境外输入无症状感染者1例。
2月26日，江苏新增本土确诊病例2例（苏州市报告，在定点医院隔离治疗）。新增境外输入确诊病例4例（香港输入2例，在苏州市定点医院隔离治疗；日本输入1例，在南通市定点医院隔离治疗；乌兹别克斯坦输入1例，在南京市定点医院隔离治疗）。
2月27日，江苏无新增本土确诊病例和无症状感染者。新增境外输入确诊病例1例（香港输入，在苏州市定点医院隔离治疗）。
2月28日，江苏新增本土确诊病例3例（苏州市报告，在定点医院隔离治疗）。新增境外输入确诊病例2例（香港输入1例，在南京市定点医院隔离治疗；日本输入1例，在苏州市定点医院隔离治疗），新增境外输入无症状感染者2例。

### 2022年3月
3月1日，江苏无新增确诊病例和无症状感染者，新增境外输入无症状感染者3例。
3月2日，江苏新增本土确诊病例1例（苏州市报告，在定点医院隔离治疗）。
3月3日，睢宁县发现一名初筛阳性人员，为上海市阳性感染者张某某的密切接触者。
3月4日，启东市新增1例新冠病毒核酸检测阳性人员，曾在上海某公司上班。当日江苏省新增本土无症状感染者1例（南通市经排查省外涉疫地区返苏人员发现，在定点医院接受隔离医学观察）。新增境外输入确诊病例1例（新加坡输入，在苏州市定点医院隔离治疗）。当晚，连云港市海州区在发热门诊就诊患者中，发现1人新冠肺炎初筛及复核检测结果均呈阳性。
3月5日，海州区陆续发现另外6名核酸检测阳性人员。经专家组诊断，7名核酸检测阳性人员中，4人为新冠肺炎确诊患者，3人为无症状感染者。当日江苏省新增本土确诊病例4例（连云港市报告，其中1人为发热门诊就诊发现，另3人经排查该病例密接次密接人群发现，均在定点医院隔离治疗），新增本土无症状感染者3例（连云港市报告，均为排查发热门诊确诊病例密接次密接人群发现，在定点医院接受隔离医学观察），新增境外输入确诊病例1例（香港输入，在南通市定点医院隔离治疗）。
3月6日，江苏新增本土确诊病例5例（连云港市报告，均在定点医院隔离治疗），新增本土无症状感染者1例（连云港市报告，在定点医院接受隔离医学观察）。
3月7日，江苏新增本土确诊病例10例（连云港市报告，均在定点医院隔离治疗），新增本土无症状感染者5例（连云港市4例，南通市1例，均在定点医院接受隔离医学观察），新增境外输入无症状感染者1例。
3月8日，江苏新增本土确诊病例11例（连云港市报告，均在定点医院隔离治疗），新增本土无症状感染者4例（连云港市报告，均在定点医院接受隔离医学观察），新增境外输入确诊病例3例（菲律宾输入，在连云港市定点医院隔离治疗）。
3月9日，江苏新增本土确诊病例13例（连云港市报告，均在定点医院隔离治疗），新增本土无症状感染者5例（连云港市报告3例；苏州市报告1例，外省市通勤人员例行筛查发现；扬州市报告1例，协查外省市病例密接发现，均在定点医院接受隔离医学观察），新增境外输入确诊病例1例（韩国输入，在南京市定点医院隔离治疗）。
3月10日，南京市江宁区在上海返宁人员核酸检测中发现2例阳性，1例密切接触者阳性，共有2人确诊，1人确认为无症状感染者。当日江苏新增本土确诊病例36例（连云港市报告34例；南京市报告2例，为排查外省市来宁人员及其密接发现，均在定点医院隔离治疗），新增本土无症状感染者12例（连云港市报告5例；南京市报告3例，为排查外省市来宁人员及其密接发现；苏州市报告2例，为排查外省市来苏人员及其相关风险人群发现；南通市报告1例，为隔离中的外省市回通病例密接；扬州市报告1例，为隔离中的外省市回扬病例密接，均在定点医院接受隔离医学观察），新增境外输入无症状感染者1例。
3月11日，江苏新增本土确诊病例20例（连云港市报告，在定点医院隔离治疗），新增本土无症状感染者13例（连云港市报告12例；扬州市报告1例，为外省市返扬病例所在封控区筛查发现，均在定点医院接受隔离医学观察），新增境外输入无症状感染者2例。
3月12日，江苏新增本土确诊病例23例（连云港市报告，在定点医院隔离治疗），新增本土无症状感染者19例（连云港市报告16例；宿迁市报告2例，为外省市返宿人员及其密接；扬州市报告1例，为隔离中的外省市返扬病例密接，均在定点医院接受隔离医学观察），新增境外输入确诊病例1例（印度尼西亚输入，在镇江市定点医院治疗），新增境外输入无症状感染者1例。
3月13日，常州市在对外省市返常的重点人群筛查中，发现1人核酸检测初筛呈阳性；另对外省病例在江苏常州市密接人员的排查中发现3例核酸检测阳性。截至当日下午1时，常州本轮疫情累计初筛阳性17例，其中钟楼区16例（含此前公布的3例），均为工地人员；新北区1例。当日江苏省江苏新增本土确诊病例16例（其中连云港市12例，常州市3例，宿迁市1例为前日无症状感染者转确诊病例，均在定点医院隔离治疗）。新增本土无症状感染者23例（其中连云港市16例，苏州市3例，南京市2例，常州市1例，泰州市1例，均在定点医院接受隔离医学观察）。新增境外输入确诊病例1例（以色列输入，在盐城市定点医院隔离治疗）。
3月14日，江苏新增本土确诊病例20例（常州市15例，其中1例由无症状感染者转为确诊病例；连云港市3例；苏州市2例，均在定点医院隔离治疗）。新增本土无症状感染者27例（连云港市9例，苏州市8例，常州市6例，扬州市2例，南京市1例，无锡市1例，均在定点医院接受隔离医学观察）。新增境外输入无症状感染者1例。
3月15日，江苏新增本土确诊病例13例（常州市5例，其中1例由无症状感染者转为确诊病例；连云港市5例，南京市1例，镇江市1例，宿迁市1例，均在定点医院隔离治疗）。新增本土无症状感染者60例（南京市26例，苏州市12例，连云港市12例，常州市6例，无锡市2例，扬州市1例，镇江市1例，均在定点医院接受隔离医学观察）。新增境外输入无症状感染者5例。
3月16日，江苏新增本土确诊病例5例（连云港市3例，常州市2例，均在定点医院隔离治疗）。新增本土无症状感染者67例（连云港市14例，常州市18例，无锡市1例，南京市26例，苏州市7例，镇江市1例，均在定点医院接受隔离医学观察）。新增境外输入确诊病例5例（印度尼西亚输入4例，在南通市定点医院隔离治疗；韩国输入1例，在淮安市定点医院隔离治疗），新增境外输入无症状感染者2例。
3月17日，江苏新增本土确诊病例4例（常州市2例，连云港市1例，宿迁市1例，均在定点医院隔离治疗）。新增本土无症状感染者47例（南京市8例，常州市22例，苏州市2例，连云港市14例，镇江市1例，均在定点医院接受隔离医学观察），新增境外输入无症状感染者3例。
3月18日，江苏新增本土确诊病例3例（南京市2例，其中1例由无症状感染者转为确诊病例；连云港市1例，均在定点医院隔离治疗）。新增本土无症状感染者35例（南京市8例，无锡市2例，苏州市5例，连云港市19例，盐城市1例，均在定点医院接受隔离医学观察），新增境外输入无症状感染者1例。
3月19日，江苏新增本土确诊病例1例（盐城市1例，由无症状感染者转为确诊病例，在定点医院隔离治疗）。新增本土无症状感染者50例（南京市10例，常州市37例，苏州市1例，连云港市1例，盐城市1例，均在定点医院接受隔离医学观察），新增境外输入无症状感染者2例。
3月20日，江苏无新增确诊病例，新增本土无症状感染者58例（南京市10例，无锡市1例，常州市46例，苏州市1例，均在定点医院接受隔离医学观察）。
3月21日，江苏新增本土确诊病例3例（常州市2例；盐城市1例，由无症状感染者转为确诊病例，均在定点医院隔离治疗），新增本土无症状感染者29例（南京市3例，常州市20例，苏州市2例，南通市1例，连云港市2例，盐城市1例，均在定点医院接受隔离医学观察），新增境外输入无症状感染者5例。
3月22日，江苏新增本土确诊病例2例（盐城市报告，均在定点医院隔离治疗），新增本土无症状感染者22例（南京市2例，常州市17例，苏州市1例，宿迁市2例，均在定点医院接受隔离医学观察）。
3月23日，江苏新增本土确诊病例3例（无锡市1例，盐城市2例，均在定点医院隔离治疗），新增本土无症状感染者16例（南京市1例，常州市9例，苏州市4例，南通市2例，均在定点医院接受隔离医学观察），新增境外输入确诊病例5例（印度尼西亚输入，在南通市定点医院隔离治疗），新增境外输入无症状感染者5例。
3月24日，江苏无新增本土确诊病例，新增本土无症状感染者25例（南京市2例，常州市14例，苏州市5例，南通市3例，盐城市1例，均在定点医院接受隔离医学观察）。新增境外输入确诊病例1例（俄罗斯输入，在南京市定点医院隔离治疗），新增境外输入无症状感染者3例。
3月25日，江苏新增本土确诊病例6例（盐城3例，其中1例由无症状感染者转为确诊病例；泰州3例。均在定点医院隔离治疗），新增本土无症状感染者8例（苏州3例，南通2例，盐城1例，泰州2例，均在定点医院接受隔离医学观察）。
3月26日，江苏新增本土确诊病例1例（泰州市1例，在定点医院隔离治疗），新增本土无症状感染者16例（南京市1例，无锡市1例，徐州市1例，苏州市10例，南通市2例，连云港市1例，均在定点医院接受隔离医学观察）。
3月27日，江苏新增本土确诊病例3例（徐州市1例，泰州市2例，均在定点医院隔离治疗），新增本土无症状感染者16例（南京市1例，徐州市1例，苏州市7例，南通市5例，扬州市1例，宿迁市1例，均在定点医院接受隔离医学观察）。
3月28日，江苏新增本土确诊病例3例（常州市1例，苏州市1例，泰州市1例，均在定点医院隔离治疗），新增本土无症状感染者21例（南京市1例，徐州市5例，苏州市13例，南通市1例，扬州市1例，均在定点医院接受隔离医学观察）。新增境外输入无症状感染者1例。
3月29日，江苏新增本土确诊病例1例（泰州市1例，在定点医院隔离治疗），新增本土无症状感染者32例（南京市1例，无锡市1例，徐州市10例，苏州市16例，南通市1例，盐城市1例，泰州市1例，宿迁市1例，均在定点医院接受隔离医学观察）。
3月30日，江苏新增本土确诊病例5例（无锡市1例；盐城市2例，其中1例由无症状感染者转为确诊病例；镇江市1例；泰州市1例。均在定点医院隔离治疗），新增本土无症状感染者41例（南京市1例，无锡市4例，徐州市10例，苏州市18例，南通市4例，镇江市1例，宿迁市3例，均在定点医院接受隔离医学观察）。
3月31日，江苏新增本土确诊病例9例（无锡市1例，徐州市4例，盐城市2例，镇江市2例，均在定点医院隔离治疗），新增本土无症状感染者34例（无锡市6例，徐州市3例，苏州市13例，南通市9例，淮安市1例，镇江市1例，宿迁市1例，均在定点医院接受隔离医学观察）。

### 2022年4月
4月1日，江苏新增本土确诊病例12例（无锡市1例，由无症状感染者转为确诊病例；徐州市9例；淮安市1例；镇江市1例。均在定点医院隔离治疗），新增本土无症状感染者54例（南京市1例，徐州市12例，苏州市16例，南通市10例，盐城市1例，镇江市6例，泰州市1例，宿迁市7例，均在定点医院接受隔离医学观察）。
4月2日，江苏新增本土确诊病例5例（徐州市1例，苏州市1例，宿迁市3例，均在定点医院隔离治疗），新增本土无症状感染者42例（南京市1例，无锡市1例，徐州市1例，苏州市15例，南通市12例，盐城市1例，镇江市3例，泰州市1例，宿迁市7例，均在定点医院接受隔离医学观察）。
4月3日，江苏新增本土确诊病例10例（南京市1例，徐州市1例，盐城市7例，宿迁市1例，均在定点医院隔离治疗），新增本土无症状感染者49例（徐州市3例，苏州市11例，南通市6例，盐城市10例，宿迁市19例，均在定点医院接受隔离医学观察），盐城市为外省（市）返盐人员闭环转运至隔离点，宿迁市为集中隔离点发现。
4月4日，江苏新增本土确诊病例7例（徐州市3例；淮安市1例，由无症状感染者转为确诊病例；盐城市1例；镇江市1例；宿迁市1例。均在定点医院隔离治疗），新增本土无症状感染者70例（徐州市5例，苏州市27例，南通市9例，镇江市2例，宿迁市27例，均在定点医院接受隔离医学观察）。新增境外输入无症状感染者2例。
4月5日，江苏新增本土确诊病例3例（镇江市报告，其中1例为无症状感染者转为确诊病例，均在定点医院隔离治疗），新增本土无症状感染者74例（无锡市1例，徐州市4例，苏州市23例，南通市13例，盐城市1例，宿迁市32例，均在定点医院接受隔离医学观察）。新增境外输入无症状感染者2例。
4月6日，江苏新增本土确诊病例3例（徐州市1例，苏州市1例，镇江市1例，均在定点医院隔离治疗），新增本土无症状感染者75例（南京市4例，徐州市2例，苏州市25例，南通市2例，盐城市1例，镇江市2例，宿迁市39例，均在定点医院接受隔离医学观察）。
4月7日，江苏新增本土确诊病例13例（南京市3例，其中1例为无症状感染者转为确诊病例；徐州市6例；苏州市1例；盐城市1例；镇江市2例，为无症状感染者转为确诊病例。均在定点医院隔离治疗），新增本土无症状感染者65例（南京市2例，徐州市3例，苏州市16例，南通市12例，盐城市2例，泰州市2例，宿迁市28例，均在定点医院接受隔离医学观察）。新增境外输入无症状感染者2例。
4月8日，江苏新增本土确诊病例5例（南京市1例，无锡市2例，徐州市2例，均在定点医院隔离治疗），新增本土无症状感染者73例（徐州市3例，苏州市35例，南通市15例，连云港市3例，盐城市2例，镇江市1例，宿迁市14例，均在定点医院接受隔离医学观察），新增境外输入无症状感染者2例。
4月9日，江苏新增本土确诊病例5例（南京市3例，徐州市1例，苏州市1例，均在定点医院隔离治疗），新增本土无症状感染者65例（南京市6例，无锡市1例，徐州市2例，苏州市22例，南通市17例，盐城市1例，镇江市7例，宿迁市9例，均在定点医院接受隔离医学观察）。
4月10日，江苏新增本土确诊病例7例（南京市3例，徐州市1例，苏州市2例，连云港市1例，均在定点医院隔离治疗），新增本土无症状感染者46例（南京市7例，徐州市1例，常州市1例，苏州市12例，南通市9例，连云港市3例，淮安市1例，镇江市9例，泰州市1例，宿迁市2例，均在定点医院接受隔离医学观察）。
4月11日，江苏新增本土确诊病例14例（南京市7例，徐州市1例，苏州市1例，连云港市1例，盐城市2例，宿迁市2例，其中1例由无症状感染者转为确诊病例，均在定点医院隔离治疗），新增本土无症状感染者62例（南京市7例，苏州市28例，南通市9例，连云港市1例，盐城市1例，镇江市9例，泰州市4例，宿迁市3例，均在定点医院接受隔离医学观察）。
4月12日，江苏新增本土确诊病例4例（南京市2例；无锡市1例，由无症状感染者转为确诊病例；扬州市1例。均在定点医院隔离治疗），新增本土无症状感染者71例（南京市2例，苏州市55例，南通市1例，淮安市1例，镇江市9例，泰州市1例，宿迁市2例，均在定点医院接受隔离医学观察）。新增境外输入确诊病例1例（尼日利亚输入，在南京市定点医院隔离治疗），新增境外输入无症状感染者5例。
4月13日，江苏新增本土确诊病例3例（南京市2例，苏州市1例，均在定点医院隔离治疗），新增本土无症状感染者50例（南京市1例，苏州市39例，南通市4例，扬州市3例，镇江市2例，宿迁市1例，均在定点医院接受隔离医学观察）。新增境外输入确诊病例1例（韩国输入，在南京市定点医院隔离治疗）。
4月14日，江苏新增本土确诊病例2例（南京市2例，其中1例由无症状感染者转为确诊病例，均在定点医院隔离治疗），新增本土无症状感染者49例（南京市2例，苏州市41例，南通市1例，扬州市1例，镇江市4例，均在定点医院接受隔离医学观察）。新增境外输入无症状感染者2例。
4月15日，江苏新增本土确诊病例4例（盐城市报告，均在定点医院隔离治疗），新增本土无症状感染者52例（苏州市47例，南通市3例，淮安市2例，均在定点医院接受隔离医学观察）。
4月16日，江苏新增本土确诊病例2例（盐城市报告，均在定点医院隔离治疗），新增本土无症状感染者85例（南京市1例，无锡市4例，徐州市27例，苏州市39例，淮安市2例，盐城市12例，均在定点医院接受隔离医学观察）。
4月17日，江苏新增本土确诊病例7例（南京市1例，由无症状感染者转为确诊病例；无锡市1例；盐城市4例；宿迁市1例，由无症状感染者转为确诊病例。均在定点医院隔离治疗），新增本土无症状感染者90例（无锡市17例，徐州市29例，苏州市32例，南通市5例，盐城市2例，扬州市2例，镇江市2例，宿迁市1例，均在定点医院接受隔离医学观察）。新增境外输入无症状感染者1例。
4月18日，江苏新增本土确诊病例11例（南京市1例，徐州市6例，苏州市1例，盐城市3例，均在定点医院隔离治疗），新增本土无症状感染者122例（无锡市1例，徐州市88例，苏州市19例，南通市5例，淮安市1例，盐城市8例，均在定点医院接受隔离医学观察）。新增境外输入无症状感染者5例。同日下午，无锡市在对外地一名阳性感染者（系货车司机）在锡活动轨迹进行流调排查时，发现其运送的货物为金华市润轻松食品有限公司生产的“椰顿牌”“俺老孙牌”“养延牌”豆奶和早餐奶共411件，其中部分货物外包装检出病毒呈阳性。无锡市相关部门已第一时间对未销售的375件货物进行封存，对相关工作人员均已落实管控措施，其余36件已于4月16日、17日期间被送至无锡市多家餐饮店。
4月19日，江苏新增本土确诊病例8例（无锡市1例，由无症状感染者转为确诊病例；徐州市5例，其中1例由无症状感染者转为确诊病例；苏州市1例；宿迁市1例，由无症状感染者转为确诊病例。均在定点医院隔离治疗），新增本土无症状感染者95例（南京市1例，无锡市3例，徐州市61例，苏州市5例，南通市14例，盐城市9例，镇江市2例，均在定点医院接受隔离医学观察）。新增境外输入无症状感染者1例。
4月20日，江苏新增本土确诊病例8例（南京市1例，徐州市7例，均在定点医院隔离治疗），新增本土无症状感染者111例（无锡市1例，徐州市85例，苏州市20例，南通市4例，盐城市1例，均在定点医院接受隔离医学观察）。
4月21日，江苏新增本土确诊病例7例（徐州市2例，苏州市2例，淮安市2例，盐城市1例，均在定点医院隔离治疗），新增本土无症状感染者124例（无锡市1例，徐州市88例，苏州市24例，南通市5例，淮安市2例，盐城市4例，均在定点医院接受隔离医学观察）。
4月22日，江苏新增本土确诊病例6例（徐州市3例，苏州市3例，均在定点医院隔离治疗），新增本土无症状感染者125例（无锡市1例，徐州市86例，苏州市32例，南通市5例，宿迁市1例，均在定点医院接受隔离医学观察）。新增境外输入无症状感染者2例。
4月23日，江苏新增本土确诊病例6例（无锡市1例，为无症状感染者转为确诊病例；徐州市4例，其中1例为无症状感染者转为确诊病例；苏州市1例。均在定点医院隔离治疗），新增本土无症状感染者120例（无锡市3例，徐州市80例，苏州市32例，南通市4例，镇江市1例，均在定点医院接受隔离医学观察）。
4月24日，江苏新增本土确诊病例4例（徐州市2例，苏州市2例，均在定点医院隔离治疗），新增本土无症状感染者92例（徐州市64例，苏州市24例，南通市2例，宿迁市2例，均在定点医院接受隔离医学观察）。新增境外输入确诊病例1例（尼日利亚输入，在南京市定点医院隔离治疗）。
4月25日，江苏新增本土确诊病例2例（徐州市报告，均在定点医院隔离治疗），新增本土无症状感染者112例（无锡市1例，徐州市72例，常州市1例，苏州市37例，盐城市1例，均在定点医院接受隔离医学观察）。当晚常州市通报，在常州经开区重点人群筛查中发现8例核酸检测阳性。
4月26日，江苏新增本土确诊病例8例（徐州市6例，其中4例由无症状感染者转为确诊病例；苏州市2例。均在定点医院隔离治疗），新增本土无症状感染者76例（无锡市1例，徐州市47例，常州市11例，苏州市16例，扬州市1例，均在定点医院接受隔离医学观察）。
4月27日，江苏新增本土确诊病例2例（盐城市1例，宿迁市1例，均在定点医院隔离治疗），新增本土无症状感染者72例（无锡市4例、徐州市38例、常州市5例、苏州市14例、盐城市1例、扬州市8例、宿迁市2例，均在定点医院接受隔离医学观察）。
4月28日，江苏新增本土确诊病例3例（南京市1例，徐州市2例，均在定点医院隔离治疗），新增本土无症状感染者46例（徐州市27例、常州市5例、苏州市2例、扬州市12例，均在定点医院接受隔离医学观察）。
4月29日，江苏新增本土确诊病例5例（南京市2例，徐州市3例，均在定点医院隔离治疗），新增本土无症状感染者15例（无锡市4例、徐州市5例、苏州市1例、扬州市5例，均在定点医院接受隔离医学观察）。新增境外输入无症状感染者1例。
4月30日，江苏新增本土确诊病例3例（南京市1例，盐城市1例，泰州市1例，均在定点医院隔离治疗），新增本土无症状感染者6例（无锡市1例，苏州市1例，扬州市3例，泰州市1例，均在定点医院接受隔离医学观察）。

### 2022年5月
5月1日，江苏新增本土无症状感染者16例（徐州市4例，扬州市5例，泰州市7例，均在定点医院接受隔离医学观察）。新增境外输入确诊病例3例（其中2例为英国输入，1例为香港输入，在南京市定点医院隔离治疗），新增境外输入无症状感染者1例。
5月2日，江苏新增本土无症状感染者13例（徐州市2例，扬州市9例，镇江市1例，泰州市1例，均在定点医院接受隔离医学观察）。新增境外输入无症状感染者1例。
5月3日，江苏新增本土确诊病例3例（南京市1例，无锡市1例，盐城市1例，均在定点医院隔离治疗），新增本土无症状感染者22例（无锡市19例，扬州市1例，泰州市2例，均在定点医院接受隔离医学观察）。其中无锡江阴市新增感染者均在周庄镇应检尽检人员的核酸检测中发现，江阴全市参照管控区进行管理，离开江阴的人员需持有24小时内核酸检测阴性证明。全市所有校外培训机构(含托育机构)、托管机构暂停线下培训(照护)活动；除保障城市运行的救护车、物资保障车、消防车、物流快递车辆外，暂停包括客运班线、旅游包车、城市公交、出租车、网约车等在内的全部营运车辆；除必要的就医之外，原则上每户家庭每天可派1人外出不超过2小时购买必要生活物资。
5月4日，江苏新增本土确诊病例3例（南京市1例，无锡市1例，淮安市1例，均在定点医院隔离治疗），新增本土无症状感染者26例（无锡市23例，泰州市3例，均在定点医院接受隔离医学观察）。
5月5日，江苏新增本土确诊病例1例（为无锡市报告，在定点医院隔离治疗），新增本土无症状感染者47例（无锡市45例，扬州市2例，均在定点医院接受隔离医学观察）。新增境外输入无症状感染者1例。
5月6日，江苏新增本土无症状感染者70例（无锡市67例，苏州市1例，泰州市1例，宿迁市1例，均在定点医院接受隔离医学观察）。
5月7日，江苏新增本土确诊病例1例（无锡市报告，在定点医院隔离治疗），新增本土无症状感染者60例（无锡市58例，苏州市1例，泰州市1例，均在定点医院接受隔离医学观察）。
5月8日，江苏新增本土无症状感染者62例（无锡市61例，苏州市1例，均在定点医院接受隔离医学观察）。新增境外输入无症状感染者1例。
5月9日，江苏新增本土无症状感染者55例（无锡市52例，苏州市2例，泰州市1例，均在定点医院接受隔离医学观察）。
5月10日，江苏新增本土无症状感染者49例（无锡市48例，苏州市1例，均在定点医院接受隔离医学观察）。新增境外输入确诊病例1例（加拿大输入，在南京市定点医院隔离治疗）。
5月11日，江苏新增本土无症状感染者47例（无锡市43例，苏州市4例，均在定点医院接受隔离医学观察）。
5月12日，江苏新增本土无症状感染者35例（均为无锡市报告，在定点医院接受隔离医学观察）。
5月13日，江苏新增本土无症状感染者17例（无锡市16例，淮安市1例，在定点医院接受隔离医学观察）。
5月14日，江苏新增本土无症状感染者9例（均为无锡市报告，在定点医院接受隔离医学观察）。
5月15日，江苏新增本土确诊病例1例（无锡市报告，在定点医院隔离治疗），新增本土无症状感染者1例（徐州市报告，在定点医院接受隔离医学观察）。
5月16日，江苏新增本土确诊病例1例（无锡市报告，由无症状感染者转为确诊病例，在定点医院隔离治疗），新增本土无症状感染者1例（徐州市报告，在定点医院接受隔离医学观察）。新增境外输入无症状感染者3例。
5月17日，江苏新增本土确诊病例1例（南京市报告，在定点医院隔离治疗），新增本土无症状感染者3例（徐州市1例，苏州市2例，均在定点医院接受隔离医学观察）。
5月18日，江苏省新增本土无症状感染者2例（苏州市1例，宿迁市1例，均在定点医院接受隔离医学观察）。
5月19日，江苏无新增本土阳性感染者，新增境外输入确诊病例2例（美国输入1例，德国输入1例，均在南京市定点医院隔离治疗）。
5月20日，江苏省新增本土无症状感染者1例（苏州市报告，在定点医院接受隔离医学观察），新增境外输入确诊病例2例（新加坡输入1例，英国输入1例，均在南京市定点医院隔离治疗），新增境外输入无症状感染者1例。
5月21日，江苏新增本土无症状感染者1例（盐城市报告，在定点医院接受隔离医学观察）。
5月23日，江苏新增本土无症状感染者1例（苏州市报告，在定点医院接受隔离医学观察）。新增境外输入确诊病例1例（英国输入，在南京市定点医院隔离治疗），新增境外输入无症状感染者1例。
5月24日，江苏新增本土确诊病例1例（南京市报告，在定点医院隔离治疗）。
5月25日，江苏省新增本土无症状感染者4例（苏州市3例，扬州市1例，均在定点医院接受隔离医学观察）。新增境外输入确诊病例1例（美国输入，在无锡市定点医院隔离治疗），新增境外输入无症状感染者2例。
5月26日，江苏新增本土确诊病例1例（南京市报告，在定点医院隔离治疗），新增本土无症状感染者1例（苏州市报告，在定点医院接受隔离医学观察）。新增境外输入确诊病例4例（肯尼亚输入2例，韩国输入2例，均在南京市定点医院隔离治疗）。
5月27日，江苏新增本土确诊病例3例（南京市报告，均为外省市来苏闭环管理人员，在定点医院隔离治疗），新增本土无症状感染者3例（无锡市报告1例，连云港市报告1例，镇江市报告1例，均为外省市来苏闭环管理人员，在定点医院接受隔离医学观察）。新增境外输入确诊病例1例（新加坡输入，在南京市定点医院隔离治疗），新增境外输入无症状感染者1例（韩国输入，在南京市定点医院接受隔离医学观察）。
5月28日，江苏新增本土无症状感染者3例（苏州市报告，在定点医院接受隔离医学管理）。新增境外输入确诊病例1例（俄罗斯输入，在南京市定点医院隔离治疗），新增境外输入无症状感染者5例。

### 2022年6月
6月2日，江苏省新增本土无症状感染者1例（淮安市报告，为外省市来苏闭环管理人员，在定点医院接受隔离医学管理）。
6月7日，江苏省新增本土无症状感染者1例（南通市报告，为外省市来苏闭环管理人员，在定点医院接受隔离医学管理）。
6月13日，江苏省新增本土无症状感染者1例（南京市报告，为外省市来苏闭环管理人员，在定点医院接受隔离医学管理）。
6月14日，江苏省新增境外输入确诊病例1例（加拿大输入，在常州市定点医院隔离治疗），新增境外输入无症状感染者1例。
6月17日，江苏省新增境外输入确诊病例2例（新加坡输入，均在南京市定点医院隔离治疗），新增境外输入无症状感染者1例。
6月18日，江苏省新增境外输入确诊病例1例（新加坡输入，在南京市定点医院隔离治疗），新增境外输入无症状感染者5例。
6月24日，江苏省新增境外输入确诊病例3例（意大利输入2例，新加坡输入1例，均在南京市定点医院隔离治疗），新增境外输入无症状感染者4例。
6月25日，江苏省新增境外输入确诊病例2例（意大利输入1例，新加坡输入1例，均在南京市定点医院隔离治疗），新增境外输入无症状感染者2例。
6月26日，江苏省新增境外输入确诊病例1例（美国输入，在南京市定点医院隔离治疗）。
6月27日，南京市接外省协查通报，有两名核酸检测阳性人员曾在南京有旅居史，两人系同住家人。之后发现4名密切接触者（均系阳性人员家庭成员）核酸检测结果异常。
6月28日，江苏新增本土确诊病例2例（均为南京市报告，在定点医院隔离治疗），新增本土无症状感染者4例（南京市2例，徐州市1例，淮安市1例，在定点医院接受隔离医学观察），以上人员均为在外省阳性感染者密接人员中筛查发现。
6月29日，江苏新增本土确诊病例5例（南京市4例，无锡市1例，均在定点医院隔离治疗），新增本土无症状感染者9例（南京市1例，无锡市8例，均在定点医院接受隔离医学管理）。受外省疫情输入影响，以上14名阳性感染者中，4名为外省涉疫地区来苏人员，10名为外省涉疫地区来苏阳性感染者的密切接触者。
6月30日，江苏新增本土确诊病例1例（南京市报告，在定点医院隔离治疗），新增本土无症状感染者25例（南京市1例，无锡市24例，均在定点医院接受隔离医学管理）。以上人员中，1名为外省涉疫地区来苏人员，其余均为外省涉疫地区来苏阳性感染者的密切接触者。

### 2022年7月
7月1日，江苏新增本土确诊病例1例（无锡市报告，在定点医院隔离治疗），新增本土无症状感染者29例（南京市1例，无锡市27例，苏州市1例，均在定点医院接受隔离医学管理）。
7月2日，江苏新增本土确诊病例3例（南京市1例，徐州市2例，均在定点医院隔离治疗），新增本土无症状感染者56例（无锡市42例，徐州市11例，苏州市2例，盐城市1例，均在定点医院接受隔离医学管理）。新增境外输入确诊病例1例（新加坡输入，在南京市定点医院隔离治疗），新增境外输入无症状感染者3例。
7月3日，江苏新增本土确诊病例4例（无锡市1例，徐州市3例，均在定点医院隔离治疗），新增本土无症状感染者52例（无锡市34例，徐州市16例，苏州市1例，盐城市1例，均在定点医院接受隔离医学管理）。
7月4日，江苏新增本土无症状感染者66例（南京市1例，无锡市34例，徐州市31例，均在定点医院接受隔离医学管理）。新增境外输入确诊病例3例（新加坡输入，在南京市定点医院隔离治疗）。
7月5日，江苏新增本土确诊病例4例（均为无锡市报告，在定点医院隔离治疗，其中2例由无症状感染者转为确诊病例），新增本土无症状感染者61例（无锡市31例，徐州市29例，盐城市1例，均在定点医院接受隔离医学管理）。
7月6日，江苏新增本土确诊病例4例（均为无锡市报告，在定点医院隔离治疗），新增本土无症状感染者57例（无锡市29例，徐州市28例，均在定点医院接受隔离医学管理）。新增境外输入确诊病例2例（意大利输入，在南京市定点医院隔离治疗），新增境外输入无症状感染者2例。
7月7日，江苏新增本土确诊病例2例（均为无锡市报告，在定点医院隔离治疗），新增本土无症状感染者67例（无锡市32例，徐州市35例，均在定点医院接受隔离医学管理）。新增境外输入确诊病例1例（意大利输入，在南京市定点医院隔离治疗），新增境外输入无症状感染者3例。
7月8日，江苏新增本土确诊病例7例（无锡市6例，徐州市1例，均在定点医院隔离治疗），新增本土无症状感染者71例（无锡市44例，徐州市27例，均在定点医院接受隔离医学管理）。
7月9日，江苏新增本土确诊病例3例（无锡市2例，徐州市1例，均在定点医院隔离治疗），新增本土无症状感染者59例（无锡市45例，徐州市14例，均在定点医院接受隔离医学管理）。
7月10日，江苏新增本土确诊病例4例（无锡市3例，其中1例由无症状感染者转为确诊病例；连云港市1例。均在定点医院隔离治疗），新增本土无症状感染者57例（无锡市25例，徐州市13例，苏州市2例，连云港市17例，均在定点医院接受隔离医学管理）。
7月11日，江苏新增本土确诊病例5例（均为连云港市报告，在定点医院隔离治疗），新增本土无症状感染者23例（无锡市15例，苏州市1例，连云港市7例，均在定点医院接受隔离医学管理）。
7月12日，江苏新增本土确诊病例5例（无锡市3例，其中1例由无症状感染者转为确诊病例；连云港市2例，其中1例由无症状感染者转为确诊病例。均在定点医院隔离治疗），新增本土无症状感染者14例（无锡市10例，苏州市1例，连云港市3例，均在定点医院接受隔离医学管理）。新增境外输入确诊病例1例（新加坡输入，在南京市定点医院隔离治疗）。
7月13日，江苏新增本土确诊病例2例（无锡市1例，由无症状感染者转为确诊病例；连云港市1例。均在定点医院隔离治疗）。新增本土无症状感染者8例（无锡市4例，连云港4例，均在定点医院接受隔离医学管理）。新增境外输入确诊病例1例（意大利输入，在南京市定点医院隔离治疗），新增境外输入无症状感染者4例。
7月14日，江苏新增本土无症状感染者13例（无锡市5例，徐州市6例，连云港市2例，均在定点医院接受隔离医学管理）。
7月15日，江苏新增本土确诊病例1例（无锡市报告，在定点医院隔离治疗），新增本土无症状感染者4例（无锡市3例，连云港市1例，均在定点医院接受隔离医学管理）。新增境外输入确诊病例2例（均为意大利输入，在南京市定点医院隔离治疗），新增境外输入无症状感染者1例。
7月16日，江苏新增本土无症状感染者5例（无锡市4例，连云港市1例，均在定点医院接受隔离医学管理）。新增境外输入确诊病例2例（均为新加坡输入，在南京市定点医院隔离治疗）。
7月17日，江苏新增本土确诊病例1例（连云港市报告，在定点医院隔离治疗），新增本土无症状感染者2例（无锡市1例，连云港市1例，均在定点医院接受隔离医学管理）。
7月18日，江苏省新增本土无症状感染者1例（徐州市报告，为外省市来苏人员，在定点医院接受隔离医学管理）。
7月19日，江苏省新增本土无症状感染者1例（淮安市报告，为外省市来苏人员，在定点医院接受隔离医学管理）。新增境外输入确诊病例1例（越南输入，在南京市定点医院隔离治疗），新增境外输入无症状感染者1例。
7月20日，江苏无新增本土确诊病例，无新增本土无症状感染者。新增境外输入确诊病例1例（意大利输入，在南京市定点医院隔离治疗），新增境外输入无症状感染者1例。
7月23日，江苏省新增境外输入确诊病例1例（日本输入，在南京市定点医院隔离治疗）。
7月24日，江苏省新增本土无症状感染者1例（苏州市报告，为外省市来苏人员，在定点医院接受隔离医学管理）。新增境外输入确诊病例1例（意大利输入，在南京市定点医院隔离治疗），新增境外输入无症状感染者1例。
7月25日，江苏省新增本土无症状感染者1例（苏州市报告，隔离点发现，在定点医院接受隔离医学管理）。
7月26日，江苏省新增本土无症状感染者1例（苏州市报告，为外省市来苏人员，在定点医院接受隔离医学管理）。
7月27日，江苏省新增本土无症状感染者1例（苏州市报告，隔离点发现，在定点医院接受隔离医学管理）。
7月28日，江苏省新增境外输入确诊病例1例（香港输入，在南京市定点医院隔离治疗），新增境外输入无症状感染者1例。

### 2022年8月
8月1日，江苏省新增境外输入确诊病例4例（印度尼西亚输入，在南京市定点医院隔离治疗），新增境外输入无症状感染者1例。
8月3日，新增境外输入确诊病例1例（印度尼西亚输入，在南京市定点医院隔离治疗），新增境外输入无症状感染者4例。
8月5日，新增境外输入确诊病例1例（印度尼西亚输入，在南京市定点医院隔离治疗），新增境外输入无症状感染者1例。
8月6日上午，南京市鼓楼区接报在8月5日晚间常态化核酸检测中，一名外省返宁人员新冠病毒核酸检测结果异常。该人员8月4日乘坐SC4695航班抵达南京禄口机场。当日新增境外输入确诊病例2例（新加坡输入，在南京市定点医院隔离治疗），新增境外输入无症状感染者3例。
8月8日，新增境外输入确诊病例1例（韩国输入，在南京市定点医院隔离治疗），新增境外输入无症状感染者1例。
8月12日，南京市建邺区接报在南京国际博览中心采样点筛查发现一名外省返宁人员新冠病毒核酸检测结果异常。
8月14日，江苏新增本土确诊病例1例（南京市报告，隔离点发现，在定点医院隔离治疗）。
8月15日，江苏省新增本土无症状感染者4例（苏州市报告，同团旅行自西藏拉萨返苏人员，隔离点发现，均在定点医院接受隔离医学管理）；新增境外输入确诊病例1例（韩国输入，在南京市定点医院隔离治疗），新增境外输入无症状感染者5例。当晚23时30分，江阴市排查发现2名人员核酸检测结果阳性，为苏州市阳性感染者同车厢密接人员。
8月16日，南京市建邺区新冠肺炎疫情联防联控工作指挥部通报，该区对重点人员的例行新冠病毒核酸检测中发现一名工作人员结果异常。当日江苏新增本土确诊病例1例（南京市报告，为重点人群例行核酸检测发现，在定点医院隔离治疗），新增本土无症状感染者10例（南京市2例，无锡市8例，均为外省返苏人员，集中隔离点发现，在定点医院接受隔离医学管理）。新增境外输入确诊病例3例（香港输入1例，越南输入1例，新加坡输入1例，均在南京市定点医院隔离治疗），新增境外输入无症状感染者4例。
8月17日，江苏省新增本土无症状感染者1例（无锡市报告，为外省返苏人员，集中隔离点发现，在定点医院接受隔离医学管理）。新增境外输入确诊病例1例（香港输入，在南京市定点医院隔离治疗），新增境外输入无症状感染者3例。
8月18日，江苏新增本土确诊病例1例（南京市报告，为外省返苏人员，集中隔离点发现，在定点医院接受隔离治疗），新增本土无症状感染者4例（无锡市3例，苏州市1例，均为外省返苏人员，集中隔离点发现，在定点医院接受隔离医学管理）。
8月19日，江苏新增本土无症状感染者1例（无锡市报告，集中隔离点发现，在定点医院接受隔离医学管理）。新增境外输入确诊病例2例（新加坡输入1例，香港输入1例，均在南京市定点医院隔离治疗），新增境外输入无症状感染者5例。
8月20日，江苏省新增本土无症状感染者1例（泰州市报告，为外省返苏人员，居家隔离期间发现，在定点医院接受隔离医学管理）。
8月21日，江苏省新增境外输入确诊病例2例（新加坡输入1例，香港输入1例，均在南京市定点医院隔离治疗），新增境外输入无症状感染者7例。
8月24日，江苏省新增本土无症状感染者1例（苏州市报告，为外省阳性人员密接，集中隔离点发现，在定点医院接受隔离医学观察），新增境外输入确诊病例2例（新加坡输入1例，韩国输入1例，均在南京市定点医院隔离治疗），新增境外输入无症状感染者1例。
8月25日，江苏省新增本土无症状感染者5例（南京市2例，为外省返苏人员；苏州市2例，为外省阳性人员密接，集中隔离点发现；连云港市1例，为外省协查途经我省人员。以上无症状感染者均在定点医院接受隔离医学观察）。
8月26日，江苏省新增本土无症状感染者4例（苏州市1例，为外省来苏人员；南通市1例，为外省返苏人员；连云港市1例，为外省协查途经我省阳性人员的密接，集中隔离点发现；宿迁市1例，为外省协查途经我省阳性人员的密接，集中隔离点发现），新增境外输入确诊病例2例（香港输入1例，日本输入1例，均在南京市定点医院隔离治疗），新增境外输入无症状感染者2例。
8月27日，江苏新增本土无症状感染者2例（南通市报告，均为外省阳性人员密接，集中隔离点发现，在定点医院接受隔离医学管理）。
8月28日，江苏新增本土确诊病例1例（宿迁市报告，由无症状感染者转为确诊病例，在定点医院隔离治疗），新增本土无症状感染者6例（南京市1例，集中隔离点发现；南通市3例，集中隔离点发现；泰州市2例，为外省来苏人员；以上无症状感染者均在定点医院接受隔离医学管理）。
8月29日，江苏新增本土无症状感染者3例（无锡市1例，为外省返回关联人员；南通市1例，集中隔离点发现；泰州市1例，集中隔离点发现。以上无症状感染者均在定点医院接受隔离医学管理）。新增境外输入确诊病例2例（韩国输入1例，新加坡输入1例，均在南京市定点医院隔离治疗），新增境外输入无症状感染者6例。
8月30日，江苏新增本土无症状感染者3例（无锡市2例，均为外省返回关联人员的密接，集中隔离点发现；泰州市1例，集中隔离点发现。以上无症状感染者均在定点医院接受隔离医学管理）。新增境外输入确诊病例1例（韩国输入，在南京市定点医院隔离治疗），新增境外输入无症状感染者3例。
8月31日，江苏新增本土无症状感染者5例（无锡市4例，均为外省返回关联人员的密接，集中隔离点发现；南通市1例，集中隔离点发现。以上无症状感染者均在定点医院接受隔离医学管理）。新增境外输入确诊病例2例（韩国输入1例，越南输入1例，在南京市定点医院隔离治疗），新增境外输入无症状感染者7例。

### 2022年9月
9月1日，江苏新增本土无症状感染者2例（无锡市1例，为外省返回关联人员的密接，集中隔离点发现；南通市1例，常态化核酸检测中发现。以上无症状感染者均在定点医院接受隔离医学管理）。新增境外输入确诊病例1例（越南输入，在南京市定点医院隔离治疗），新增境外输入无症状感染者5例。
9月2日，江苏省新增境外输入确诊病例1例（新加坡输入，在南京市定点医院隔离治疗），新增境外输入无症状感染者3例。
9月4日，江苏省新增境外输入确诊病例2例（英国输入1例，新加坡输入1例，均在南京市定点医院隔离治疗），新增境外输入无症状感染者1例。
9月5日，江苏省新增境外输入确诊病例1例（越南输入，在南京市定点医院隔离治疗），新增境外输入无症状感染者2例。
9月6日，江苏省新增境外输入确诊病例2例（新加坡输入1例，为无症状感染者转为确诊病例；韩国输入1例，均在南京市定点医院隔离治疗），新增境外输入无症状感染者6例。
9月7日，江苏省新增本土无症状感染者1例（徐州市报告，为外省返苏人员，在定点医院接受隔离医学管理）。
9月8日，江苏新增本土确诊病例3例（南京市报告，为外省来苏人员，在定点医院隔离治疗），新增本土无症状感染者1例（南京市报告，为外省来苏人员，在定点医院接受隔离医学管理）。
9月9日，江苏新增本土确诊病例2例（南京市报告，为外省来苏人员的密接，集中隔离点发现，在定点医院隔离治疗），新增本土无症状感染者1例（宿迁市报告，为外省来苏人员的密接，集中隔离点发现，在定点医院接受隔离医学管理）。
9月10日，江苏新增本土无症状感染者1例（南京市报告，为外省来苏人员的密接，集中隔离点发现，在定点医院接受隔离医学管理）。新增境外输入确诊病例1例（香港输入，在南京市定点医院隔离治疗），新增境外输入无症状感染者4例。
9月11日，江苏新增本土确诊病例1例（南京市报告，为外省来苏人员的密接，集中隔离点发现，在定点医院接受隔离治疗）。
9月12日，江苏新增本土确诊病例1例（南京市报告，由无症状感染者转为确诊病例，在定点医院隔离治疗）。
9月14日，江苏新增本土无症状感染者2例（南京市1例，为外省来苏感染者关联人员，闭环管理中发现；常州市1例，为外省阳性人员的密接。以上无症状感染者均在定点医院接受隔离医学管理）。新增境外输入确诊病例2例（韩国输入，在南京市定点医院隔离治疗），新增境外输入无症状感染者3例。
9月15日，江苏新增本土无症状感染者1例（苏州市报告，为口岸高风险岗位闭环管理人员，在定点医院接受隔离医学管理）。
9月16日，江苏省新增境外输入确诊病例3例（德国输入1例，香港输入1例，意大利输入1例，均在南京市定点医院隔离治疗），新增境外输入无症状感染者3例。
9月17日，江苏省新增境外输入确诊病例3例（香港输入1例，意大利输入2例，均在南京市定点医院隔离治疗），新增境外输入无症状感染者6例。
9月18日，江苏省新增境外输入确诊病例1例（新加坡输入，在南京市定点医院隔离治疗），新增境外输入无症状感染者6例。
9月19日，江苏省新增境外输入确诊病例1例（意大利输入，在南京市定点医院隔离治疗），新增境外输入无症状感染者4例。
9月21日，江苏省新增本土无症状感染者2例（南通市报告，为外省返苏人员，在定点医院接受隔离医学管理）。新增境外输入确诊病例1例（德国输入，在南京市定点医院隔离治疗），新增境外输入无症状感染者6例。
9月22日，江苏省新增本土无症状感染者1例（徐州市报告，为外省来苏人员，在定点医院接受隔离医学管理）。
9月23日，江苏省新增本土无症状感染者3例（徐州市报告，2例为外省来苏人员的密接，集中隔离点发现；1例为重点区域核酸筛查发现，均在定点医院接受隔离医学管理）。新增境外输入确诊病例2例（意大利输入1例，泰国输入1例，均在南京市定点医院隔离治疗），新增境外输入无症状感染者9例。
9月24日，江苏省新增本土无症状感染者2例（徐州市报告，1例为外省来苏人员的密接，集中隔离点发现；1例为重点区域核酸筛查发现。均在定点医院接受隔离医学管理）。新增境外输入确诊病例1例（日本输入，在无锡市定点医院隔离治疗），新增境外输入无症状感染者13例。
9月25日，江苏省新增本土无症状感染者5例（徐州市4例，3例为集中隔离点发现，1例为重点区域核酸筛查发现；苏州市1例，为外省来苏人员，交通卡口采样发现。均在定点医院接受隔离医学管理）。新增境外输入确诊病例2例（新加坡输入，其中1例为无症状感染者转为确诊病例，在南京市定点医院隔离治疗），新增境外输入无症状感染者8例。
9月26日，江苏省新增本土无症状感染者2例（徐州市报告，集中隔离点发现，均在定点医院接受隔离医学管理）。新增境外输入确诊病例1例（新加坡输入，为无症状感染者转为确诊病例，在南京市定点医院隔离治疗），新增境外输入无症状感染者11例。
9月27日，江苏省新增本土无症状感染者4例（徐州市报告，集中隔离点发现，均在定点医院接受隔离医学管理）。新增境外输入确诊病例6例（韩国输入1例；新加坡输入1例，由无症状感染者转为确诊病例；德国输入4例。均在南京市定点医院隔离治疗），新增境外输入无症状感染者5例。
9月28日，江苏新增本土确诊病例1例（徐州市报告，由无症状感染者转为确诊病例，在定点医院隔离治疗）。新增本土无症状感染者5例（徐州市报告4例，集中隔离点发现；镇江市报告1例，外省返苏人员。均在定点医院接受隔离医学管理）。新增境外输入确诊病例4例（香港输入1例；比利时输入1例；奥地利输入1例；新加坡输入1例，由无症状感染者转为确诊病例。均在南京市定点医院隔离治疗）。新增境外输入无症状感染者7例。
9月29日，江苏省新增本土无症状感染者4例（南京市报告1例，为外省协查阳性人员密接；苏州市报告2例，1例为外省返苏人员，1例为外省协查途经江苏人员；镇江市报告1例，为外省协查阳性人员密接。均在定点医院接受隔离医学管理）。新增境外输入确诊病例5例（德国输入3例；新加坡输入1例；意大利输入1例，由无症状感染者转为确诊病例。均在南京市定点医院隔离治疗），新增境外输入无症状感染者8例。
9月30日，江苏新增本土确诊病例2例（南京市报告，1例为外省来苏人员，1例为无症状感染者转为确诊病例，均在定点医院接受隔离治疗），无新增本土无症状感染者。新增境外输入确诊病例7例（德国输入1例；新加坡输入3例，其中1例为无症状感染者转为确诊病例；意大利输入3例。均在南京市定点医院隔离治疗），新增境外输入无症状感染者4例。

### 2022年10月
10月1日，江苏新增本土无症状感染者1例（徐州市报告，为外省返苏人员，在定点医院接受隔离医学管理）。新增境外输入确诊病例3例（新加坡输入3例，均在南京市定点医院隔离治疗），新增境外输入无症状感染者4例。
10月2日，江苏新增本土确诊病例2例（南京市报告，为外省区闭环转运来苏人员，均在定点医院隔离治疗），新增本土无症状感染者3例（苏州市报告2例，1例为外省区来苏人员，1例为外省返苏人员；淮安市报告1例，为外省区返苏人员。均在定点医院接受隔离医学管理）。新增境外输入确诊病例4例（新加坡输入，其中3例为无症状感染者转为确诊病例，均在南京市定点医院隔离治疗），新增境外输入无症状感染者5例。
10月3日，江苏新增本土确诊病例7例（南京市报告，6例为外省区闭环转运来苏人员，集中隔离点发现；1例为外省区协查闭环管理来苏人员。均在定点医院隔离治疗），新增本土无症状感染者8例（南京市报告3例，2例为外省区闭环转运来苏人员，集中隔离点发现；1例为外省区协查闭环管理来苏人员。徐州市报告2例，为外省区来苏人员。苏州市报告1例，为外省区来苏阳性人员的同行密接，集中隔离点发现。淮安市报告2例，1例为外省区协查闭环管理来苏人员；1例为外省区来苏阳性人员的同行密接，集中隔离点发现。均在定点医院接受隔离医学管理）。新增境外输入确诊病例5例（德国输入1例；韩国输入1例；新加坡输入3例，其中1例为无症状感染者转为确诊病例。均在南京市定点医院隔离治疗），新增境外输入无症状感染者8例。
10月4日，江苏新增本土确诊病例22例（南京市报告18例，徐州市报告2例，为外省（区）闭环转运来苏人员，集中隔离点发现；扬州市报告2例，为外省（区）来苏人员。均在定点医院隔离治疗），新增本土无症状感染者18例（南京市报告9例，徐州市报告5例，无锡市报告1例，为外省（区）闭环转运来苏人员，集中隔离点发现。淮安市报告1例，为外省（区）来苏阳性人员的同行密接，集中隔离点发现。泰州市报告1例，宿迁市报告1例，为外省（区）来苏人员，集中隔离点发现。均在定点医院接受隔离医学管理）。新增境外输入确诊病例2例（德国输入1例，新加坡输入1例，均在南京市定点医院隔离治疗），新增境外输入无症状感染者13例。
10月5日，江苏新增本土确诊病例10例（南京市报告8例、徐州市报告1例，为外省区闭环转运来苏人员，集中隔离点发现。常州市报告1例，为外省区来苏闭环人员，集中隔离点发现。均在定点医院隔离治疗）。新增本土无症状感染者12例（南京市报告5例，4例为外省区闭环转运来苏人员，集中隔离点发现；1例为社区筛查发现。徐州市报告4例，为外省区闭环转运来苏人员，集中隔离点发现。苏州市报告3例，1例为外省市协查密接人员，集中隔离点发现；1例为外省市核酸异常协查人员；1例为外省区来苏人员，重点人员筛查发现。均在定点医院接受隔离医学管理）。
10月6日，江苏新增本土确诊病例5例（南京市报告4例，2例由无症状感染者转为确诊病例；1例为外省区闭环转运来苏人员，集中隔离点发现；1例为外省区来苏闭环人员，集中隔离点发现。连云港市报告1例，为重点人员筛查发现。均在定点医院隔离治疗）。新增本土无症状感染者21例（南京市报告9例，4例为外省区闭环转运来苏人员，集中隔离点发现；3例为外省区来苏闭环人员，集中隔离点发现；1例为外省市协查密接人员，集中隔离点发现；1例为外省市协查人员。徐州市报告1例，外省区来苏人员的密接，集中隔离点发现。苏州市报告9例，4例为外省区来苏人员，集中隔离点发现；3例为外省区来苏闭环人员，集中隔离点发现；2例为外省市核酸异常协查人员的密接，集中隔离点发现。镇江市报告1例，为外省市协查密接人员，集中隔离点发现。宿迁市报告1例，外省区来苏闭环人员，“落地检”发现。均在定点医院接受隔离医学管理）。新增境外输入确诊病例1例（泰国输入，在南京市定点医院隔离治疗），新增境外输入无症状感染者13例。
10月7日，江苏新增本土确诊病例4例（南京市报告2例，1例为外省区来苏闭环人员，集中隔离点发现；1例为阳性人员的密接，集中隔离点发现。无锡市报告1例，为外省区来苏闭环人员，“落地检”发现。盐城市报告1例，为外省区协查的密接，集中隔离点发现。均在定点医院隔离治疗）。新增本土无症状感染者22例（南京市报告2例，1例为外省区来苏闭环人员，“落地检”发现；1例为外省区闭环转运来苏人员，集中隔离点发现。无锡市报告1例，为外省区来苏人员，社区筛查发现。徐州市报告4例，3例为外省区来苏闭环人员，集中隔离点发现；1例为阳性人员的密接，集中隔离点发现。苏州市报告6例，2例为外省区来苏闭环人员，集中隔离点发现；1例为外省区来苏人员；3例为阳性人员的密接，集中隔离点发现。南通市报告1例，为外省区来苏人员。连云港市报告1例，为阳性人员的密接，集中隔离点发现。扬州市报告6例，均为外省区来苏人员，“落地检”发现。宿迁市报告1例，为阳性人员的同行密接，集中隔离点发现。均在定点医院接受隔离医学管理）。新增境外输入确诊病例3例（新加坡输入2例，意大利输入1例，均在南京市定点医院隔离治疗），新增境外输入无症状感染者10例。
10月8日，江苏新增本土确诊病例5例（南京市报告5例，其中1例为无症状感染者转为确诊病例，均在定点医院隔离治疗）。新增本土无症状感染者13例（南京市3例，无锡市1例，徐州市3例，苏州市3例，南通市2例，宿迁市1例，均在定点医院接受隔离医学管理）。新增境外输入确诊病例3例（德国输入1例，意大利输入1例，新加坡输入1例，均在南京市定点医院隔离治疗），新增境外输入无症状感染者6例。
10月9日，江苏新增本土确诊病例1例（南京市报告，在定点医院隔离治疗）。新增本土无症状感染者18例（南京市1例，无锡市2例，徐州市3例，苏州市5例，扬州市7例，均在定点医院接受隔离医学管理）。新增境外输入确诊病例3例（泰国输入1例，香港输入1例，新加坡输入1例，均在南京市定点医院隔离治疗），新增境外输入无症状感染者9例。
10月10日，江苏新增本土确诊病例4例（南京市报告，1例为外省闭环转运来苏人员，1例为外省来苏人员，均在集中隔离点发现；2例为无症状感染者转为确诊病例。均在定点医院隔离治疗）。新增本土无症状感染者23例（南京市1例，徐州市3例，均在集中隔离点发现。苏州市4例，1例为外省来苏人员；3例为集中隔离点发现。连云港市4例，1例为外省来苏人员；3例为集中隔离点发现。扬州市9例，1例为外省来苏人员；8例为集中隔离点发现。宿迁市2例，在集中隔离点发现）。以上人员均在定点医院接受隔离医学管理。新增境外输入确诊病例5例（意大利输入1例，加拿大输入1例，其余3例为无症状感染者转为确诊病例，均在南京市定点医院隔离治疗），新增境外输入无症状感染者1例。
10月11日，江苏新增本土确诊病例2例（连云港市1例，集中隔离点发现。盐城市1例，为外省来苏人员。均在定点医院隔离治疗）。新增本土无症状感染者23例（无锡市3例，2例为集中隔离点发现，1例为外省来苏人员。徐州市2例，盐城市2例，均为外省来苏人员。苏州市9例，4例为集中隔离点发现，3例为区域核酸筛查发现，2例为外省来苏人员。连云港市1例，宿迁市1例，均为集中隔离点发现。扬州市5例，4例为集中隔离点发现，1例为区域核酸筛查发现）。以上人员均在定点医院接受隔离医学管理。新增境外输入确诊病例6例（意大利输入1例，新加坡输入1例，香港输入1例，德国输入1例，其余2例为无症状感染者转为确诊病例，均在南京市定点医院隔离治疗），新增境外输入无症状感染者6例。
10月12日，江苏新增本土确诊病例5例（南京市3例，为无症状感染者转为确诊病例。苏州市1例，为外省来苏人员。连云港市1例，集中隔离点发现。均在定点医院隔离治疗）。新增本土无症状感染者25例（无锡市4例，2例为集中隔离点发现，1例为外省来苏人员，1例为阳性人员密接。徐州市5例，3例为集中隔离点发现，1例为外省来苏人员，1例为社区筛查发现。苏州市8例，6例为集中隔离点发现，2例为外省来苏人员。连云港市1例，为中风险区筛查发现。扬州市3例，均为集中隔离点发现。泰州市4例，1例为外省来苏人员，2例为社区筛查发现，1例为阳性人员密接）。以上人员均在定点医院接受隔离医学管理。新增境外输入确诊病例4例（新加坡输入1例，韩国输入1例，其余2例为无症状感染者转为确诊病例，均在南京市定点医院隔离治疗），新增境外输入无症状感染者4例。
10月13日，江苏新增本土确诊病例4例（南京市1例，无锡市2例，为集中隔离点发现。泰州市1例，为社区筛查发现。均在定点医院隔离治疗）。新增本土无症状感染者28例（南京市1例，为外省来苏人员。无锡市2例，连云港市2例，泰州市6例，为集中隔离点发现。徐州市5例，4例为集中隔离点发现，1例为社区筛查发现。苏州市8例，7例为集中隔离点发现，1例为社区筛查发现。南通市4例，2例为集中隔离点发现，2例为社区筛查发现）。以上人员均在定点医院接受隔离医学管理。新增境外输入确诊病例5例（加拿大输入1例，德国输入1例，意大利输入1例，其余2例为无症状感染者转为确诊病例，均在南京市定点医院隔离治疗），新增境外输入无症状感染者4例。
10月14日，江苏新增本土确诊病例8例（南京市2例，无锡市2例，南通市1例，为集中隔离点发现。徐州市1例，为无症状感染者转为确诊病例。常州市1例，为外省来苏人员。泰州市1例，为社区筛查发现。均在定点医院隔离治疗）。新增本土无症状感染者22例（南京市3例，2例为阳性人员密接，1例为社区筛查发现。无锡市1例，徐州市5例，苏州市5例，南通市2例，连云港市3例，为集中隔离点发现。淮安市1例，为外省来苏人员。泰州市2例，1例为高风险区筛查发现，1例为社区筛查发现）。以上人员均在定点医院接受隔离医学管理。新增境外输入确诊病例4例（香港输入3例，意大利输入1例，均在南京市定点医院隔离治疗），新增境外输入无症状感染者3例。
10月15日，江苏新增本土确诊病例5例（南京市2例，南通市1例，连云港市1例，泰州市1例，为集中隔离点发现。均在定点医院隔离治疗）。新增本土无症状感染者22例（南京市3例，其中2例为集中隔离点发现，1例为居家隔离发现；无锡市1例，徐州市9例，苏州市2例，南通市3例，连云港市1例，泰州市3例，其中徐州市1例和苏州市1例为非闭环管理重点人员筛查发现，其余均为集中隔离点发现）。以上人员均在定点医院接受隔离医学管理。
10月16日，江苏新增本土确诊病例9例（南京市5例，4例为集中隔离点发现，1例为社区筛查发现。无锡市1例，徐州市1例，南通市1例，均为集中隔离点发现。泰州市1例，为社区筛查发现。均在定点医院隔离治疗）。新增本土无症状感染者20例（南京市4例，1例为外省闭环转运来苏人员，2例为集中隔离点发现，1例为社区筛查发现。无锡市1例，苏州市2例，南通市2例，均为集中隔离点发现。徐州市7例，1例为外省来苏人员，4例为集中隔离点发现，2例为社区筛查发现。淮安市1例，为外省闭环转运来苏人员。泰州市3例，2例为集中隔离点发现，1例为社区筛查发现）。以上人员均在定点医院接受隔离医学管理。新增境外输入确诊病例7例（香港输入3例，新加坡输入2例，泰国输入1例，韩国输入1例，均在南京市定点医院隔离治疗），新增境外输入无症状感染者6例。
10月17日，江苏新增本土确诊病例11例（南京市9例，2例为无症状感染者转为确诊病例，1例为外省来苏闭环管理重点人员，2例为非闭环管理重点人员筛查发现，4例为集中隔离点发现。无锡市2例，集中隔离点发现）。均在定点医院隔离治疗。新增本土无症状感染者19例（南京市4例，1例为非闭环管理重点人员筛查发现，3例为集中隔离点发现。徐州市6例，1例为社区筛查发现，1例为外省来苏闭环管理重点人员，4例为集中隔离点发现。苏州市2例，南通市2例，均为集中隔离点发现。泰州市5例，2例为非闭环管理重点人员筛查发现，3例为集中隔离点发现）。以上人员均在定点医院接受隔离医学管理。
10月18日，江苏新增本土确诊病例2例（南京市2例，1例为无症状感染者转为确诊病例，1例为集中隔离点发现），以上人员均在定点医院隔离治疗。新增本土无症状感染者22例（南京市4例，为集中隔离点发现。徐州市6例，1例为重点区域筛查发现，5例为集中隔离点发现。南通市4例，2例为非闭环管理重点人员筛查发现，2例为集中隔离点发现。泰州市8例，1例为闭环管理重点人员筛查发现，7例为集中隔离点发现），以上人员均在定点医院接受隔离医学管理。新增境外输入确诊病例1例（韩国输入，为无症状感染者转为确诊病例，在南京市定点医院隔离治疗），新增境外输入无症状感染者3例。
10月19日，江苏新增本土确诊病例11例（南京市8例，3例为无症状感染者转为确诊病例，4例为集中隔离点发现，1例为外省来苏人员。南通市1例，为社区筛查发现。连云港市1例，为无症状感染者转为确诊病例。泰州市1例，为集中隔离点发现）。以上人员均在定点医院隔离治疗。新增本土无症状感染者17例（南京市1例，为集中隔离点发现。徐州市3例，1例为非闭环管理重点人员筛查发现，2例为集中隔离点发现。南通市7例，2例为社区筛查发现，5例为集中隔离点发现。泰州市6例，均为集中隔离点发现）。以上人员均在定点医院接受隔离医学管理。新增境外输入确诊病例2例（韩国输入1例，意大利输入1例，均在南京市定点医院隔离治疗），新增境外输入无症状感染者6例。
10月20日，江苏新增本土确诊病例2例（南京市2例，1例为外省来苏人员，1例为集中隔离点发现）。以上人员均在定点医院隔离治疗。新增本土无症状感染者14例（南京市1例，为集中隔离点发现。徐州市2例，1例为外省来苏人员，1例为集中隔离点发现。南通市6例，1例为闭环管理重点人员筛查发现，5例为集中隔离点发现。泰州市5例，2例为闭环管理重点人员筛查发现，3例为集中隔离点发现）。以上人员均在定点医院接受隔离医学管理。
10月21日，江苏新增本土确诊病例3例（南京市3例，2例为无症状感染者转为确诊病例，1例为集中隔离点发现）。以上人员均在定点医院隔离治疗。新增本土无症状感染者18例（南京市1例，徐州市1例，南通市6例，泰州市4例，为集中隔离点发现。无锡市1例，为外省来苏闭环人员，落地检发现。苏州市3例，2例为非闭环管理重点人员筛查发现，1例为外省协查途经江苏人员。盐城市2例，为外省来苏人员，途经服务区发现）。以上人员均在定点医院接受隔离医学管理。新增境外输入确诊病例3例（香港输入1例，新加坡输入1例，德国输入1例，均在南京市定点医院隔离治疗），新增境外输入无症状感染者8例。
10月22日，江苏新增本土确诊病例2例（南京市2例，1例为无症状感染者转为确诊病例，1例为集中隔离点发现）。以上人员均在定点医院隔离治疗。新增本土无症状感染者13例（徐州市7例，1例为社区筛查发现，1例为外省来苏人员，5例为集中隔离点发现。苏州市1例，为外省来苏人员，集中隔离点发现。南通市4例，均为集中隔离点发现。盐城市1例，为外省来苏人员，集中隔离点发现）。以上人员均在定点医院接受隔离医学管理。新增境外输入确诊病例5例（香港输入1例，意大利输入1例，泰国输入3例，均在南京市定点医院隔离治疗），新增境外输入无症状感染者6例。
10月23日，江苏新增本土确诊病例3例（南京市2例，为外省返苏人员，集中隔离点发现。连云港市1例，为外省来苏人员，非闭环管理重点人员筛查发现）。以上人员均在定点医院隔离治疗。新增本土无症状感染者16例（徐州市7例，苏州市1例，南通市6例，集中隔离点发现。常州市1例，为外省返苏人员，非闭环管理重点人员筛查发现。泰州市1例，为外省协查途经我省人员）。以上人员均在定点医院接受隔离医学管理。新增境外输入确诊病例2例（新加坡输入1例，泰国输入1例，均在南京市定点医院隔离治疗），新增境外输入无症状感染者7例。
10月24日，江苏新增本土确诊病例1例（连云港市1例，为集中隔离点发现）。以上人员在定点医院隔离治疗。新增本土无症状感染者14例（徐州市3例，南通市2例，为集中隔离点发现。苏州市4例，3例为集中隔离点发现，1例为社区筛查发现。镇江市1例，为外省来苏人员，非闭环管理重点人员筛查发现。宿迁市4例，1例为外省来苏人员，非闭环管理重点人员筛查发现，3例为集中隔离点发现）。以上人员均在定点医院接受隔离医学管理。新增境外输入确诊病例1例（香港输入1例，在南京市定点医院隔离治疗），新增境外输入无症状感染者5例。
10月25日，江苏新增本土确诊病例2例（南京市1例，为社区筛查发现。徐州市1例，为主动就诊发现）。以上人员在定点医院隔离治疗。新增本土无症状感染者20例（南京市13例，1例为社区筛查发现，12例为密接筛查发现。徐州市2例，为集中隔离点发现。苏州市2例，1例为集中隔离点发现，1例为社区筛查发现。南通市1例，为集中隔离点发现。扬州市1例，镇江市1例，为外省来苏人员，跨区域协查发现）。以上人员均在定点医院接受隔离医学管理。新增境外输入确诊病例3例（新加坡输入2例，韩国输入1例，在南京市定点医院隔离治疗），新增境外输入无症状感染者8例。栖霞区（南京经济技术开发区）在当日的规模性核酸检测中检出1例混管阳性经重新采样复核和密接排查，发现铁路货运尧化门站货场有多名装卸工核酸检测初筛异常。截至10月25日23时，已诊断相关阳性感染者13人。栖霞区除划定相关风险区域外，自10月26日0时至10月28日24时，全区高校临时封闭管理，中小学校、幼儿园、校外教培机构暂停线下教学；养老服务机构实行封闭式管理；宗教活动场所暂停开放。严格诊所、药店管理。区内暂时关停各类诊所；区内各类药店销售退热、止咳、抗病毒、抗生素“四类”药品要做好信息登记。栖霞区连续开展三天核酸检测。南京经济技术开发区工业和重点物流企业有条件开工。区内展会、促销会、交流会、论坛和广场舞等所有聚集性活动一律暂停，休闲娱乐密闭场所暂停营业。区内“喜事缓办、丧事简办、宴会不办”，餐饮服务单位不提供堂食经营。不聚会、不聚餐。昆山市自10月25日起，昆山高新区辖区内网吧、影剧院、健身房、足浴店、修脚店、采耳店、酒吧、KTV、棋牌室、麻将馆、按摩店、桌游室、剧本杀、密室逃脱等密闭场所暂停营业7天。公交1路暂停运行三天，其他途经北门路公交线路实施跳站运营，沿线站点不上不下。昆山高新区辖区内居民连续3天开展区域核酸检测，其他区域实行每2天1轮的区域核酸检测。
10月26日，江苏新增本土确诊病例12例（南京市11例，2例为无症状感染者转为确诊病例，1例为集中隔离点发现，8例为密接筛查发现。常州市1例，为外省来苏人员，居家隔离发现）。以上人员均在定点医院隔离治疗。新增本土无症状感染者19例（南京市8例，2例为非闭环管理重点人员筛查发现，2例为集中隔离点发现，4例为密接筛查发现。徐州市5例，苏州市4例，宿迁市2例，均为集中隔离点发现）。以上人员均在定点医院接受隔离医学管理。新增境外输入确诊病例3例（意大利输入1例，香港输入2例，在南京市定点医院隔离治疗），新增境外输入无症状感染者5例。
10月27日，江苏新增本土确诊病例10例（南京市10例，1例为无症状感染者转为确诊病例，4例为集中隔离点发现，3例为社区筛查发现，2例为居家隔离发现）。以上人员均在定点医院隔离治疗。新增本土无症状感染者25例（南京市15例，7例为集中隔离点发现，6例为社区筛查发现，2例为居家隔离发现。无锡市、常州市各1例，均为外省来苏人员，集中隔离点发现。苏州市5例，扬州市1例，均为集中隔离点发现。南通市1例，为外省来苏人员，非闭环管理重点人员筛查发现。镇江市1例，为外省密接协查发现）。以上人员均在定点医院接受隔离医学管理。新增境外输入确诊病例2例（日本输入1例，香港输入1例，在南京市定点医院隔离治疗），新增境外输入无症状感染者11例。
10月28日，江苏新增本土确诊病例20例（南京市20例，4例为无症状感染者转为确诊病例，11例为集中隔离点发现，2例为密接筛查发现，1例为社区筛查发现，2例为重点人群筛查发现）。以上人员均在定点医院隔离治疗。新增本土无症状感染者16例（南京市9例，3例为集中隔离点发现，3例为社区筛查发现，2例为密接筛查发现，1例为中风险区筛查发现。苏州市3例，南通市1例，宿迁市1例，均为集中隔离点发现。盐城市1例，为跨区域协查发现。扬州市1例，为社区筛查发现）。以上人员均在定点医院接受隔离医学管理。新增境外输入确诊病例1例（为无症状感染者转为确诊病例，在南京市定点医院隔离治疗），新增境外输入无症状感染者9例。
10月29日，江苏新增本土确诊病例25例（南京市24例，4例为无症状感染者转为确诊病例，15例为集中隔离点发现，3例为社区筛查发现，2例为中风险区筛查发现。无锡市1例，为集中隔离点发现）。以上人员均在定点医院隔离治疗。新增本土无症状感染者12例（南京市9例，6例为集中隔离点发现，1例为居家隔离发现，1例为社区筛查发现，1例为中风险区筛查发现。徐州市1例，为外省来苏人员。苏州市1例，为集中隔离点发现。扬州市1例，为密接筛查发现）。以上人员均在定点医院接受隔离医学管理。新增境外输入确诊病例2例（泰国输入1例，香港输入1例，均在南京市定点医院隔离治疗），新增境外输入无症状感染者8例。
10月30日，江苏新增本土确诊病例23例（南京市21例，2例为无症状感染者转为确诊病例，11例为集中隔离点发现，3例为社区密接筛查发现，3例为中风险区筛查发现，1例为社区筛查发现，1例为高风险区筛查发现。无锡市2例，1例为集中隔离点发现，1例为非闭环管理重点人群筛查发现）。以上人员均在定点医院隔离治疗。新增本土无症状感染者11例（南京市6例，苏州市3例，南通市1例，为集中隔离点发现。扬州市1例，为非闭环管理重点人员筛查发现）。以上人员均在定点医院接受隔离医学管理。新增境外输入确诊病例1例（日本输入，在南京市定点医院隔离治疗），新增境外输入无症状感染者6例。

### 2022年11月
11月中旬，南京市出现由乘客乘坐地铁3号线及2号线西安门站引发的疫情。南京市疾控中心表示，11月15日-20日乘坐地铁3号线途经柳洲东路站、大行宫站、到过地铁2号线西安门站的人员7天5检；其中11月18日16:50-17:20乘坐地铁2号线途经西安门站和大行宫站的人员，17:00-17:50乘坐3号线从大行宫站—柳洲东路站的人员落实居家健康监测，7天5检。

### 2022年12月
12月5日起，南京公交、地铁均表示不再查验乘客核酸检测阴性证明和健康码。苏州也调整了相关措施。同日晚，无锡发布通告，优化调整防控措施。通告指出，乘坐轨道交通、地面公交等市内公共交通工具、进入室外公共场所，不再查验核酸检测阴性证明；购买“五类”药品（退热、止咳、抗病毒、抗生素、感冒），不再查验核酸检测阴性证明，不再登记有关信息。

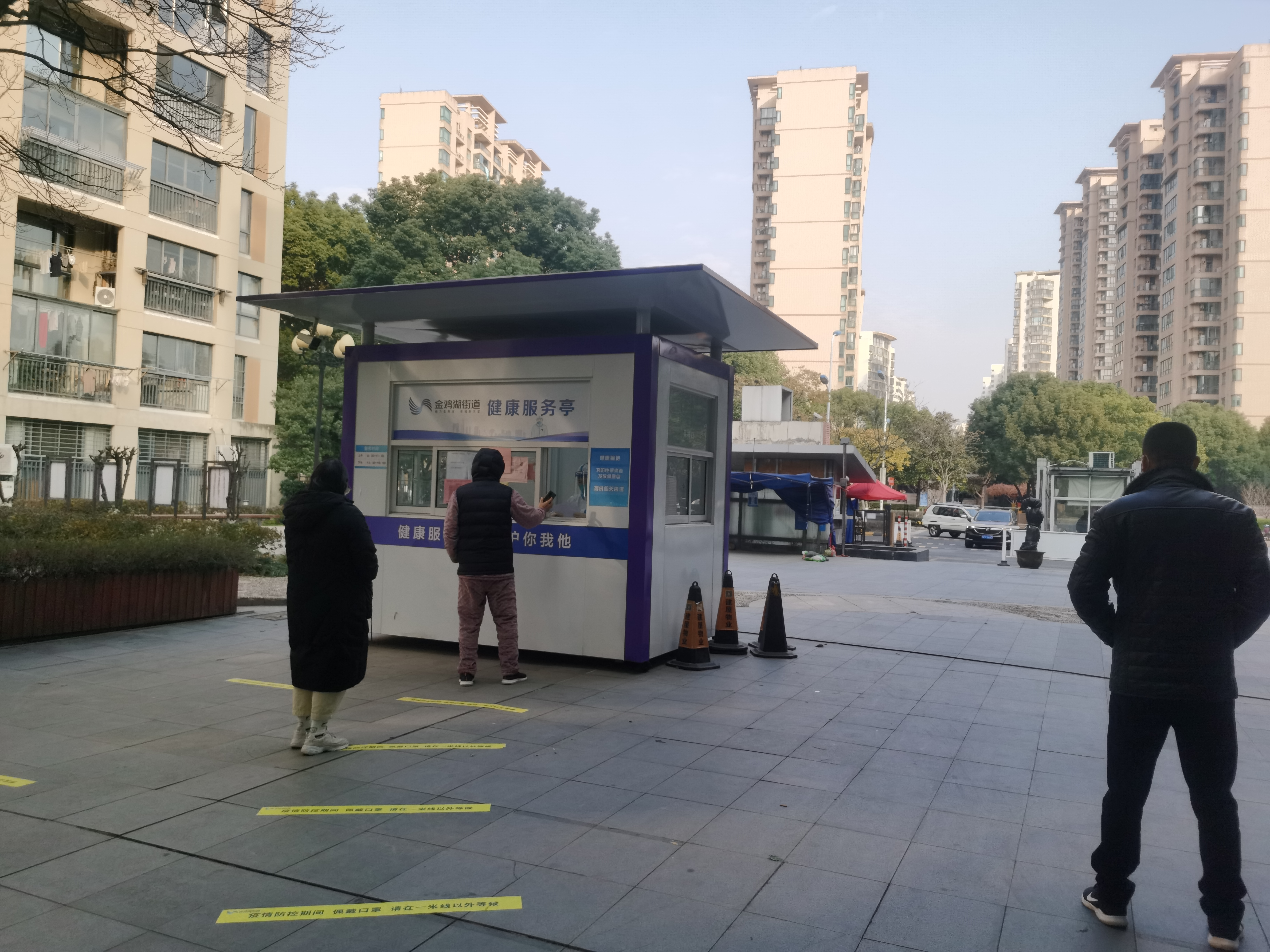
苏州市工业园区将一处核酸采样点改造为健康服务亭

苏州姑苏区、无锡新吴区等地将部分不再使用的核酸采样点改造成了发热诊疗站。

### 2023年3月
2023年3月2日，无锡市将首批10亿条涉疫数据实行销毁，“灵锡”平台在疫情“乙类甲管”期间推出的门铃码、疫查通、货运通行证等“数字防疫”40多项应用陆续下线。

## 治疗方法与防控经验
2020年2月29日，著名肺移植专家陈静瑜教授团队在无锡成功进行全球首例新冠肺炎病例双肺移植手术。移植手术历经5个小时，医护人员要在负压手术室内全程穿着隔离防护服开展手术，风险较大。肺源来自外地脑死亡患者的爱心捐献，从河南经高铁转运7小时至无锡。该名患者手术前接受了气管插管、体外膜氧合和药物治疗，虽然核酸检测连续呈阴性，但双肺功能已经不可逆地严重受损。截至3月1日，该病人已经清醒，生命体征平稳，移植双肺功能氧合良好，并将接受移植后抗排异、抗感染后续治疗。业内专家认为肺移植救治手段对降低新冠肺炎死亡率有较大意义。
2020年5月2日，国务院应对新型冠状病毒肺炎疫情联防联控机制举行发布会，江苏省卫健委有关负责人和相关专家就江苏的防控经验进行了介绍。江苏省卫健委副主任周明浩表示，此次江苏省的疫情防控以“快、早、严”为特点。在江苏省发现第一例疑似病例以后，江苏省立即采取了停运发往武汉的长途客运班次的措施，随后又迅速果断地关闭了人员聚集的场所，取消了不必要的人员聚集活动，之后又全面停止了省际之间公路的客运班车。在病例检测方面，江苏省设立了三道防线，在入境口岸、社区和单位、医院加强病例的检测工作，对疑似病例和无症状感染者亦作为病例对待，对其进行治疗和医学管理。在提高治愈率方面，江苏省建立了专家分级诊疗体系，成立了省级专家组、片区专家组和市级专家组，实行划区分片的分层管理模式，同时对每个患者通过多学科合作方式共同讨论制定最适合治疗方案。

## 相關措施
2020年1月25日，江苏省人民政府决定启动突发公共卫生事件一级响应。同日，南京市新型冠状病毒感染的肺炎防控工作指挥部办公室发布通告，决定在南京市公共场所实施佩戴口罩的控制措施，实施范围包括宾馆、理发店、影剧院、体育馆、书店、候车室、公共交通工具以及夫子庙人群密集区等公共场所。对未佩戴口罩进入场所者应当予以劝阻，对不听劝阻的人员，由各相关主管部门按照各自职责依法处理，直至承担治安责任、刑事责任。
2020年2月25日，江苏省决定将疫情防控应急响应级别由一级响应调整为二级响应。3月27日再次降为三级。

### 封城限市及人口管控

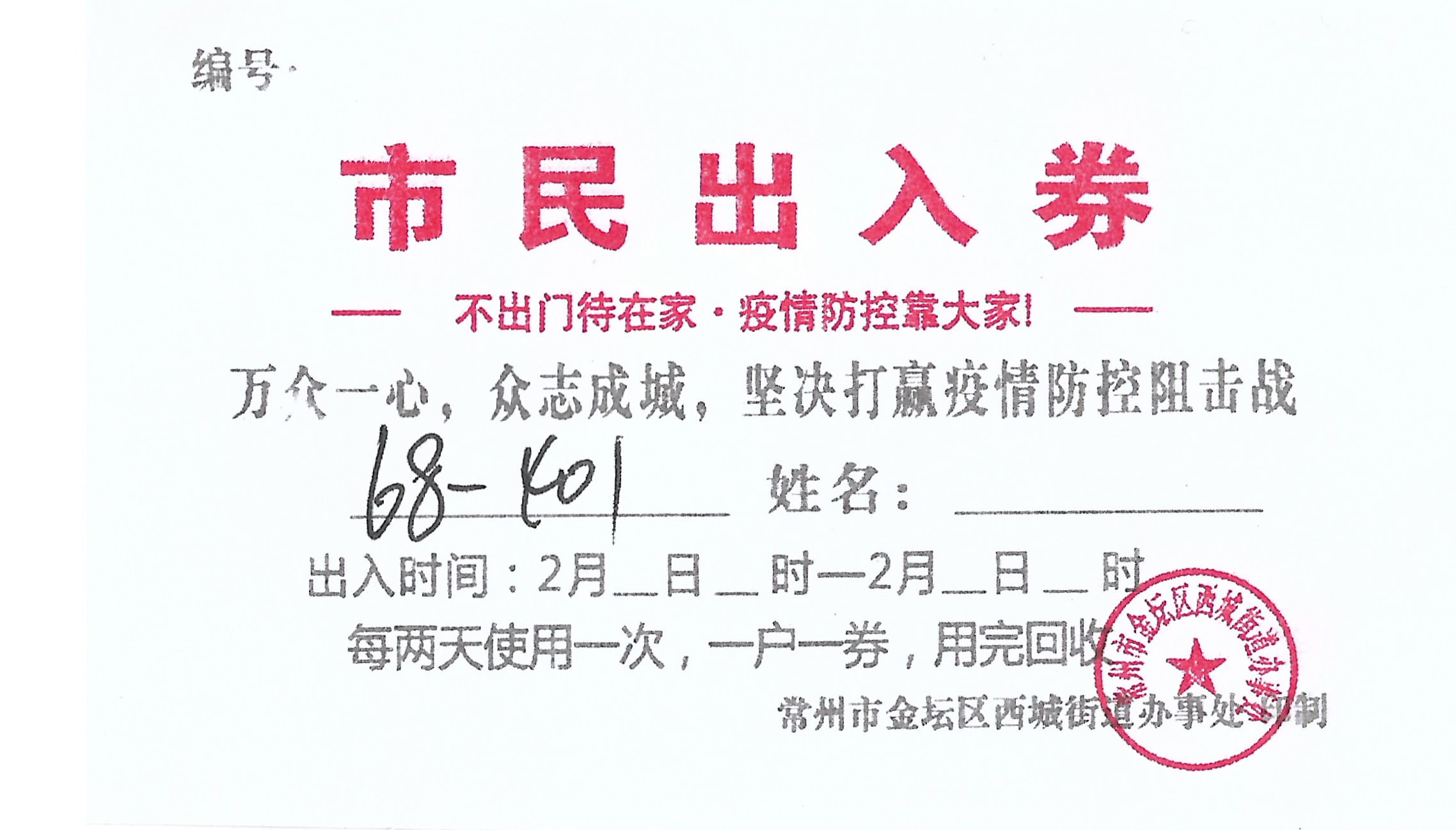
常州市金坛区实行封闭管理，市民每两天方许持券外出采购一次

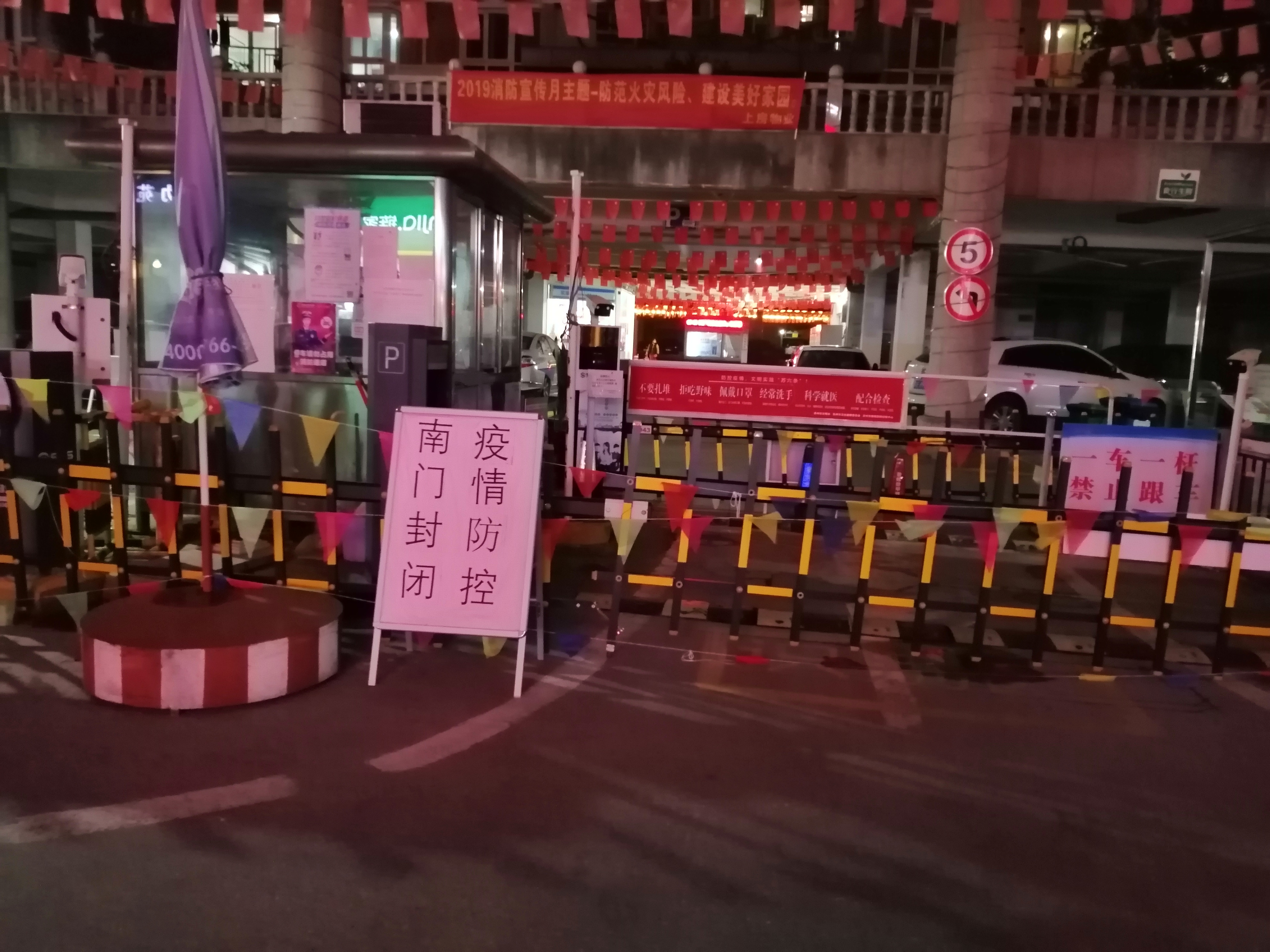
苏州市的一处小区由于疫情防控，该小区南门暂时关闭

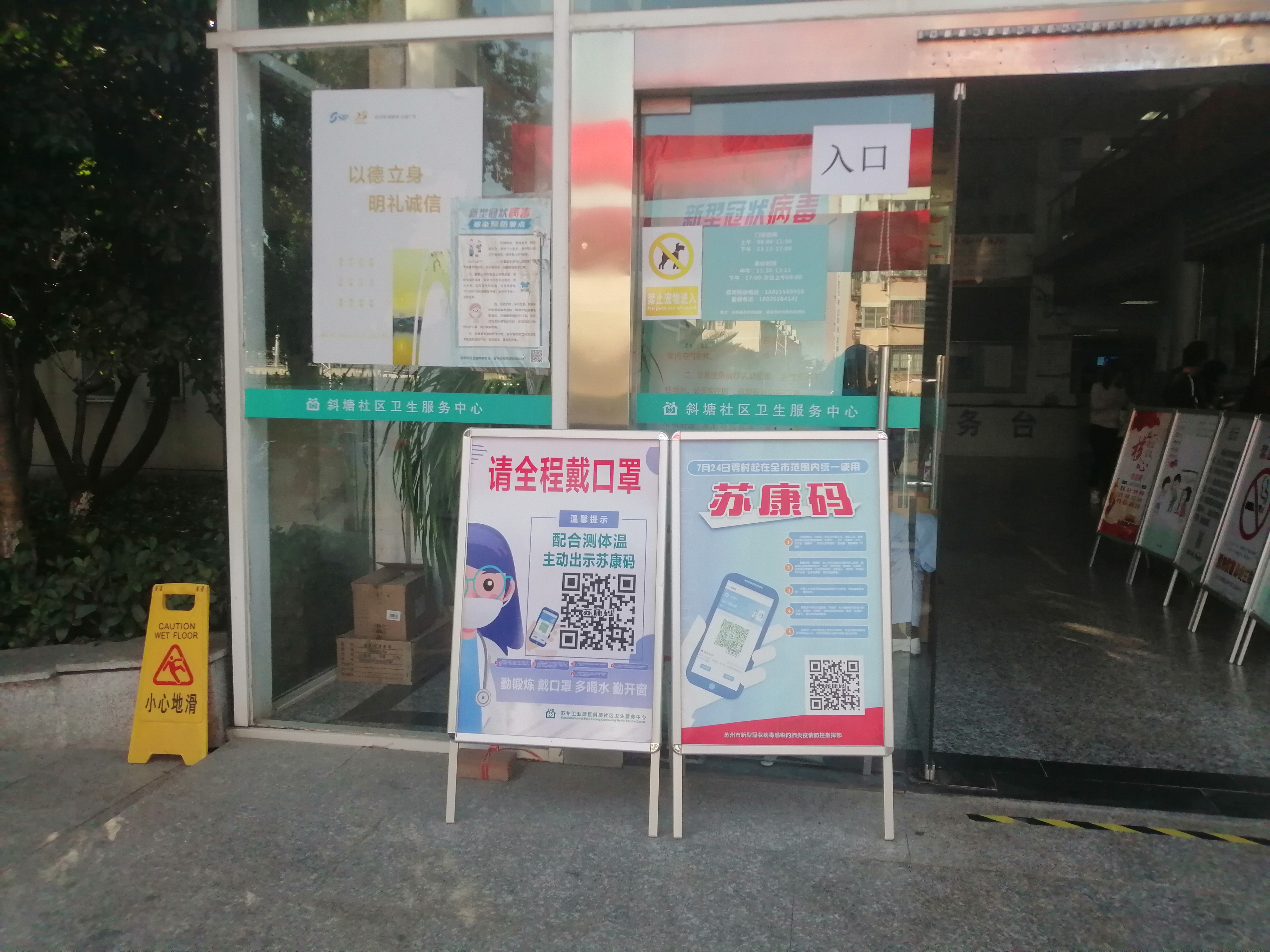
苏州工业园区斜塘街道卫生服务中心门口的告示牌，要求所有人员进入医疗机构须出示“苏康码”、佩戴口罩及测量体温

#### 2020年
2月5日，省会南京全面实施小区封闭式管理。除省会外，淮安市、徐州市（至2月8日24时）、常州市、南通市、镇江市、扬州市、泰州市、宿迁市、苏州市、连云港市、无锡市等11个地级市以及盐城市的阜宁县均先后宣布实施小区封闭式管理。
2月5日，江苏省疾病预防控制中心网站推出“来苏返苏人员健康状况主动申报告知系统”，所有进入江苏的人员必须主动申报。
2月起，江苏省内多个城市相继发布通知，要求对没有当地身份证、未办理暂住登记以及来自重点地区的外来务工人员，一律劝返。
2月22日，苏州在全市范围启用“苏城码”，成为江苏省首个全面上线健康码的城市，分红、黄、绿三色管理。而南京市、无锡市、常州市、南通市、镇江市，亦引入了健康码管理。
3月4日晚，江苏省在全省范围内推行统一的“苏康码”，同时在长三角三省一市互认。
3月18日，江苏省要求在进入江苏之日起的前14天内，曾在韩国、日本、伊朗、意大利、法国、西班牙、德国、美国、英国、瑞士、瑞典、比利时、挪威、荷兰、丹麦、奥地利有旅行或居住史的所有旅客，实施集中医学观察14天。23日起，该规定扩大至全部入境人员。
3月21日，南京市新冠肺炎疫情联防联控工作指挥部发布通告，规定各类商业场所、公园景点、交通工具等即日起取消体温检测和扫码，影剧院、游泳馆、娱乐、游戏游艺、网吧、棋牌室等公共和经营场所可恢复开放。

#### 2021年
7月21日起，南京市江宁区禄口街道谢村社区、白云路社区、石埝村，溧水区石湫街道九塘行政村毛家圩自然村由低风险地区调整为中风险地区，禄口街道为封控区域。南京市江宁区于7月21日9时起在全区范围内开展全员核酸检测，之后全员核酸检测范围扩大到全市。同日晚，禄口街道曹村村张家自然村、欢墩山自然村，永兴社区外槽坊自然村，溧塘村铜山端自然村，茅亭社区百利华府小区三期、茅亭小区由低风险地区调整为中风险地区。
11月3日起，常州市天宁区兰陵街道九洲新世界花苑君玺、天宁区兰陵街道工人新村南、武进区湖塘御城列为中风险地区。17日起，上述地区调整为低风险地区，同步解除现有封控区、管控区和防范区的疫情管控措施。

### 文体教旅行业

#### 2020年
1月24日，江苏省多地宣布景区、博物馆等场所停止开放。
1月26日，江苏省内各城市宣布延长學校寒假时间。
2月14日，江苏省教育厅出台普通本科高校疫情防控期间教育教学工作指导意见，要求各校要将师生安全放在首位，严禁学生提前返校，防止疫情向校园输入扩散。意见同时明确大学延期开学，可用双休和暑假补课。

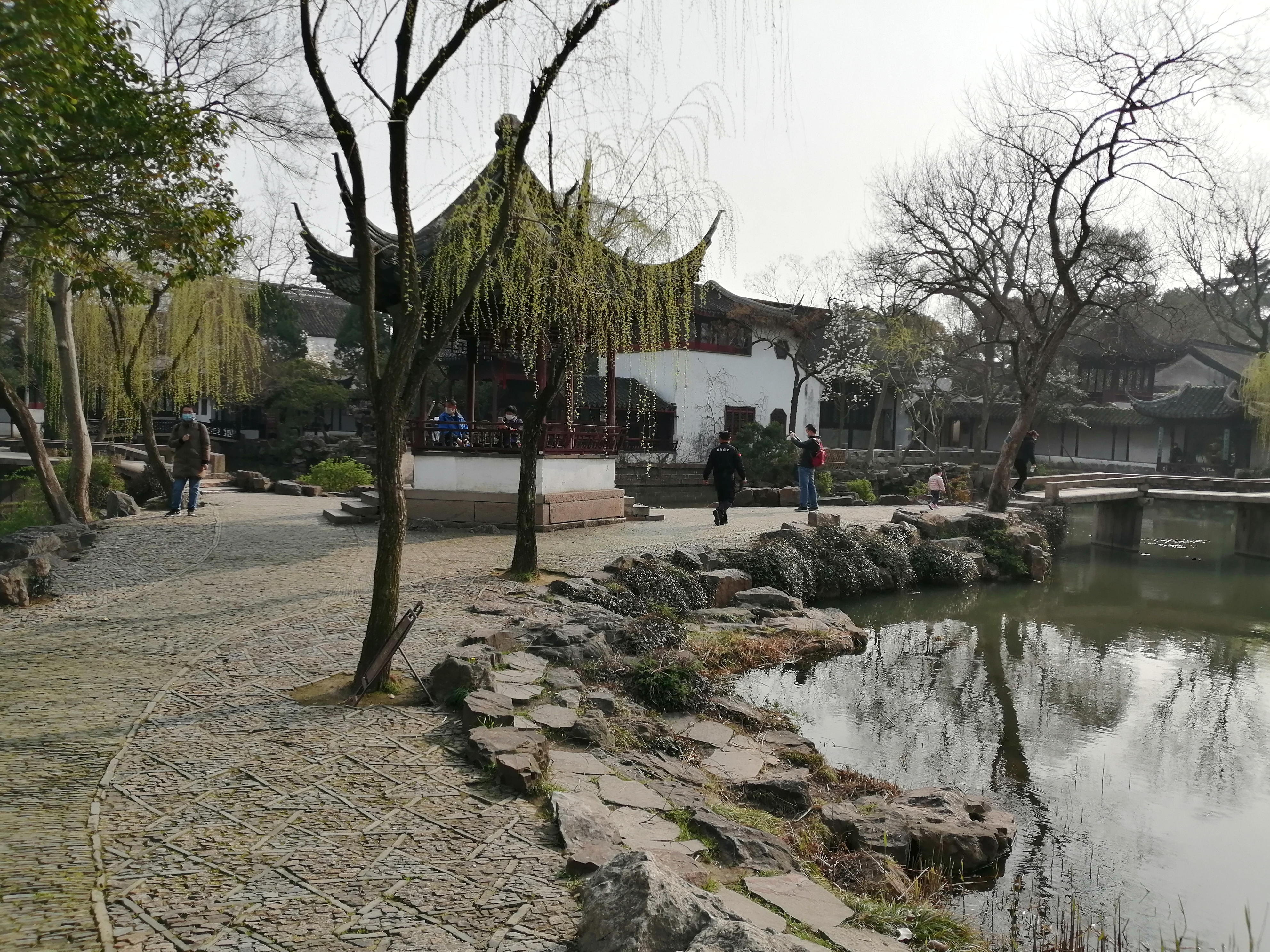
从2月下旬起，江苏省多地景区恢复开放。图为苏州拙政园，自恢复开放后客流量大幅减少，且有保安维持秩序

2月20日起，江苏省内各大旅游景区分批逐步有限恢复运行。翌日，江苏省文化和旅游厅印发《关于精准做好室外旅游场所逐步有序对居民开放工作的通知》，明确对开放场所内空间相对封闭的餐厅、商铺、游船、展馆等区域暂缓开放，同时规定入口处必须设置检测点，对进入人员进行登记管理、体温测量和有序疏导，未佩戴口罩者禁止入场，对体温异常者要及时登记报告并劝其就诊。
3月7日，南京宣佈暂停清明现场祭扫活动。

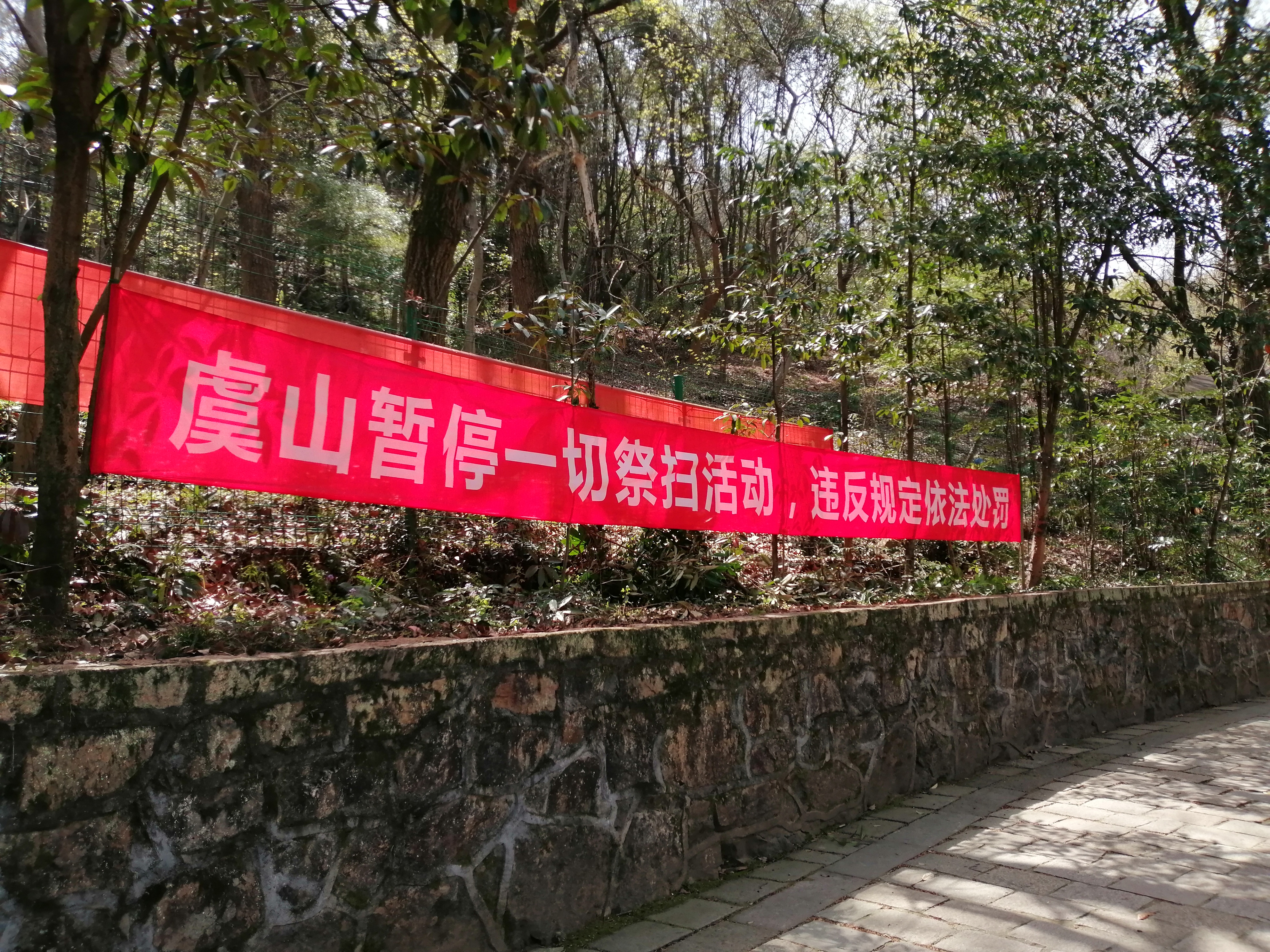
常熟市虞山的一处标语，明确暂停一切祭扫活动

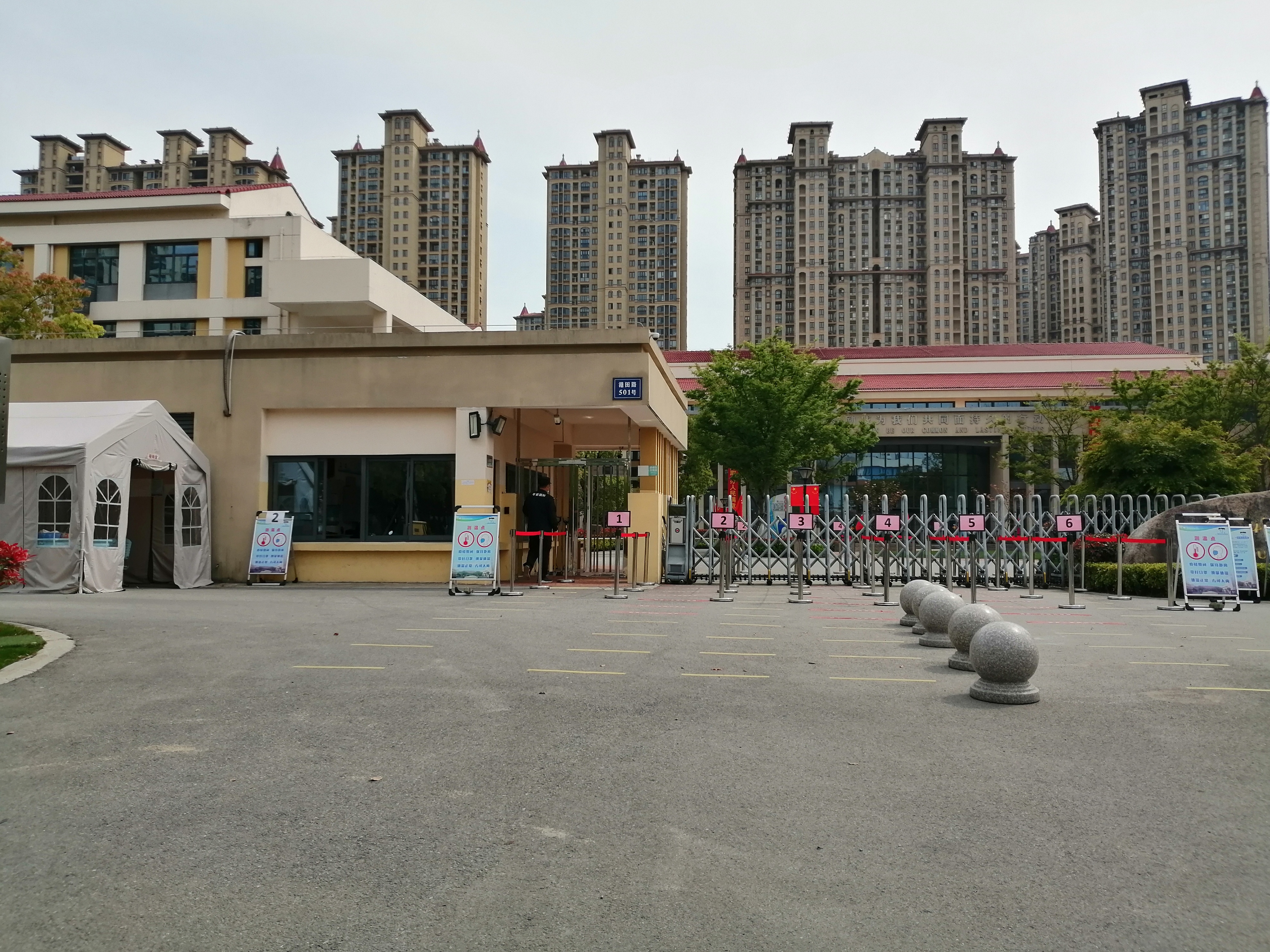
苏州市一处学校的测温点，学生进入校门前必须测量体温，体温正常方可入校，超过标准不得进入。所有学生在校期间必须佩戴口罩。

3月21日，江苏省教育厅宣布，全省各级各类学校自2020年3月30日起分批次、错峰开学。
5月6日，无锡市公共文化场馆、文化娱乐场所、网吧恢复开放。

#### 2021年
7月21日起，南京市中高风险地区及实施封闭、封控管理区域内的各类公共场所，非必要营业的一律关闭，其他区域室内公共场所实行预约、错峰、测温、验码、佩戴口罩等防控措施，密闭娱乐场所暂停营业。
11月3日，常州市发布通告，倡导市民非必要不离常，确需离常的，需持有48小时内核酸检测阴性证明。全市景点景区、电影院、博物馆、图书馆、麻将馆、棋牌室、美容院、足浴店、浴室、保健按摩店、歌舞厅、健身房、室内游泳馆、酒吧、网吧、游戏游艺娱乐厅、室内密闭宗教场所等公共场所暂停运营；暂停校外教育培训机构（含托管班、兴趣班）线下服务。全市零售药店暂停向市民销售（含网络销售）退热、止咳、抗病毒和抗生素等“四类药品”。11月17日恢复常态化。
11月25日，徐州市发布通告，倡导市民非必要不离徐，确需离徐的，需持有48小时内核酸检测阴性证明。公众聚集性活动暂停举办或取消，暂停举办线下会议、庆典、展会、讲座、培训、招聘等人群聚集性活动，提倡采取视频等线上形式举行。部分公共场所暂停运营；暂停校外教育培训机构（含托管班、兴趣班）线下服务。

#### 2022年
2月14日，苏州市发布通告，全市取消全市各类公众聚集性活动；电影院、棋牌室、网吧、KTV、游戏厅、酒吧等密闭场所暂时关闭；中小学校、幼儿园暂缓开学，线下培训机构一律暂停；零售药店暂停“退热、止咳、抗病毒、抗菌素”等四大类疫情监测药品销售。
3月5日，海州区区内重点镇街封闭式场所，文化馆、博物馆、图书馆等室内文化场所，健身房、游泳馆、瑜伽馆、舞蹈房等室内体育健身场所，影剧院、网吧、KTV歌厅、舞厅、游戏游艺厅等娱乐场所，公共浴室、美容院、足浴店、保健按摩店、棋牌室、麻将室等经营性服务场所一律暂停开放；零售药店全面暂停退热、止咳、抗病毒和抗生素等“四类药品”销售。连云港市海州区、连云区、开发区、徐圩新区、云台山景区各级各类学校停课，组织线上教学活动，职业学校和技工学校等暂停所有在连实习实训，所有校外培训机构暂停一切线下培训活动。

### 限制交通

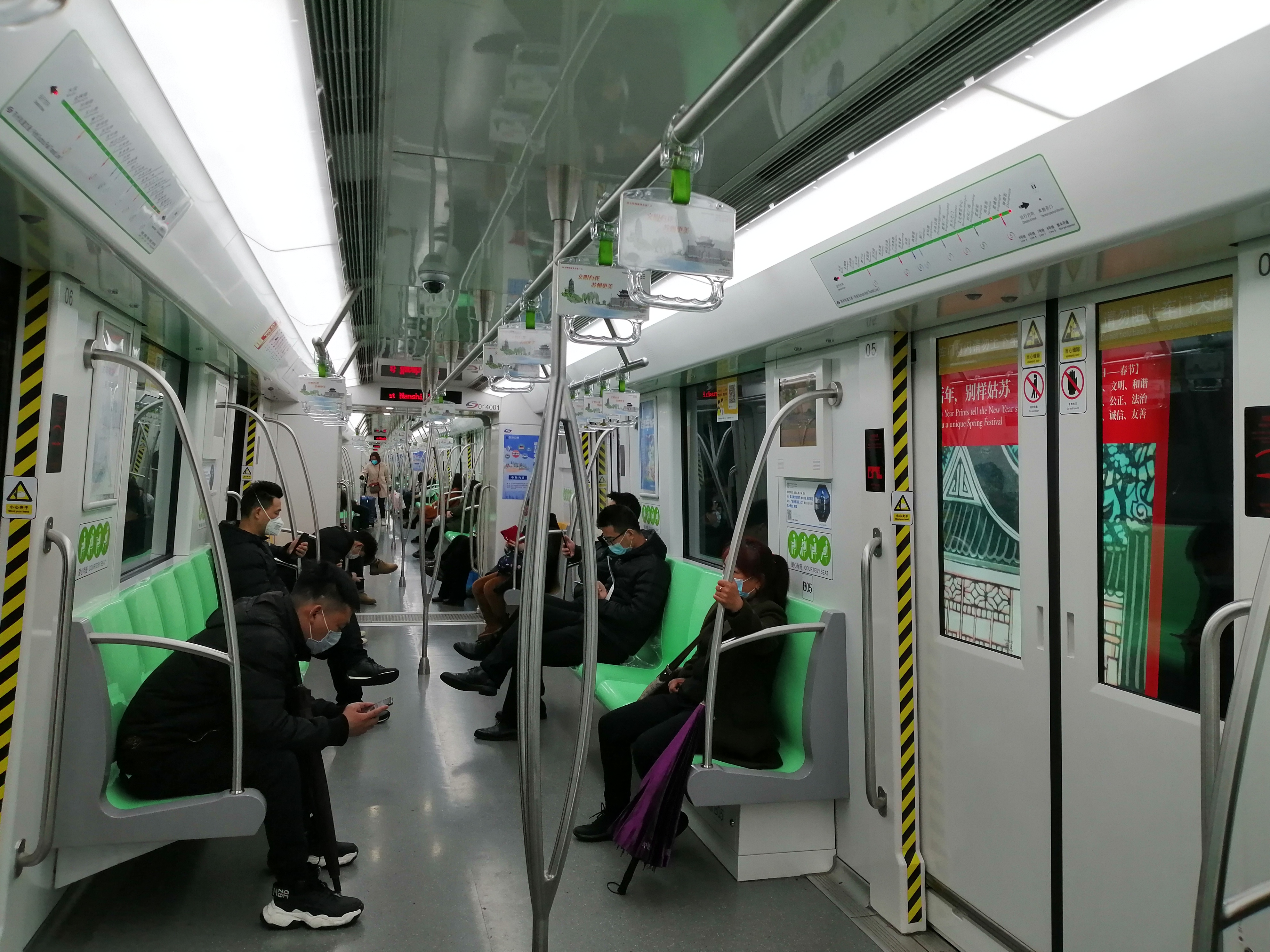
苏州轨道交通1号线列车内佩戴口罩的乘客，车上贴有二维码，乘客上车后需完成登记

#### 2020年
1月26日，徐州市宣布暂停城市公共交通和汽车客运班车、包车运营，限制出租汽车运营范围。同日位于昆山的上海轨道交通11号线花桥、兆丰路、光明路三站暂停服务。
1月27日，江苏约三分之一的高速公路出入口关闭，省际道路客运暂停。自29日起，苏州市新增临时关闭5个收费站出口、2个枢纽匝道，并重开1个收费站出口。
1月30日起，南京地铁调整运营安排。除缩短服务时间外，同时行车间隔也有所延长；南京公交自1月30日起对公交线路、轮渡、现代有轨电车运营进行调整。其中大多数线路调整服务时间，并延长行车间隔，同时部分线路暂停服务。
2月19日下午，南京取消市域所有查控点，逐步恢复跨市跨省长途客运班线。
截至2月20日，江苏省13个地级市全部恢复公共交通正常运营，并实行实名制乘车，乘客必须佩戴口罩才能乘坐。
2月23日，江苏省交通运输厅下发通知，要求各地撤销辖区内所有查控点，恢复封闭的高速公路出入口和阻断的国省干线公路，严禁硬隔离或挖断县乡村公路。
3月23日，沪宁城际铁路恢复部分列车，尤其是早晚高峰期间供往返上海和苏州通勤人士乘坐的列车。
3月24日，上海轨道交通11号线昆山段三站恢复运营。

#### 2021年
1月，因中国大陆境内疫情反复，江苏省交通防控组发出通知，要求各地各单位全面启动疫情防控应急指挥机制，暂停始发或终到中高风险地区的省际道路客运班线，暂停受理始发、终到或者中途停靠中高风险地区的包车备案业务；对途经中高风险地区的道路客运班线和包车，严格执行“点对点”运输，不得在该区域上下客。上海轨道交通11号线昆山段启动入沪旅客进站验码措施。
7月20日起，从南京禄口机场出港的旅客必须持有48小时核酸检测阴性证明。翌日，南京市新型冠状病毒肺炎疫情防控工作指挥部发布通告，离宁人员需持有48小时内核酸检测阴性证明，南京地铁S1号线全线暂停运营，S7号线、S9号线翔宇路南站、禄口机场站、空港江宁站、铜山站实行封闭、跳站运行；江宁汽车客运站及班线实行暂停运营。进出江宁区封控区域禄口街道、溧水区中风险地区的公交线路和片区内运行的公交线路暂停运营。
11月25日晚上起，徐州地铁全线暂停运营，11月30日恢复运营。
12月12日，宜兴市发布通告，市民非必要不离宜，确需离宜的，需持有24小时内核酸检测阴性证明；暂停市内各类公共交通、出租车、网约车运行。

#### 2022年
2月14日，由於蘇州出現病例，當天中午12時起上海軌道交通11號線昆山段（兆豐路站、光明路站、花橋站）以及上海市至蘇州市的跨境公交車、省際班車客運、省際包車客運業務全部暫停。截至2月16日，苏州已关闭37个离苏交通通道，通过公路和鐵路通道离开苏州的人员须提供48小时内核酸检测阴性证明且健康码为绿码。
3月3日，睢宁县疫情防控应急指挥部交通管控组发布《关于加强离睢管控的通告》，建议市民“非必要不离睢”，确需离睢的，须提前向工作单位、所在社区报备，须持有48小时内核酸检测阴性证明。
3月5日，海州区发布通告，要求全区所有人员“非必要不离区”。确需离开海州区的，须提供48小时内核酸检测阴性证明，体温检测和查验健康码、行程卡无异常后方可离区。同日起，连云港市强化疫情交通管控，关闭部分高速公路出入口，暂停全市范围内客运班线、旅游包车、城市公交、市域列车、出租车、网约车运营。离开连云港市的人员，需提供48小时内核酸检测阴性证明。
3月8日，连云港市强化交通管控，市域列车暂停运营，对连云港始发或途经连云港的部分高铁列车采取旅客只下不上措施，停开普通旅客列车，3月5日起暂停部分航班7天。3月8日起，海州区禁止人员跨区流动。
截至3月14日12时，江苏167个高速公路收费站出口/入口临时关闭。
自7月6日起，江苏无锡地铁3号线运营服务调整地铁3号线运营服务区段改为苏庙站至靖海站，行车间隔调整为10~15分钟。地铁3号线东风站、叙丰站、太湖花园站、新光路站、旺庄路站、黄山路站、高浪东路站、周泾巷站、无锡新区站、长江南路站、硕放机场站暂时关闭。

### 处置相关违法行为

#### 2020年
2月6日，徐州市公安局以涉嫌过失以危险方法危害公共安全罪对隐瞒到过疫区并有发热的情况的新冠肺炎患者张某立案侦查，采取刑事强制措施，并已经被医疗机构隔离收治。
2月8日，江苏省十三届人大常委会第十四次会议审议通过《江苏省人民代表大会常务委员会关于依法防控新型冠状病毒感染肺炎疫情切实保障人民群众生命健康安全的决定》，明确不得缓报、漏报、瞒报、谎报疫情信息，不得编造、传播有关疫情和防控工作的虚假信息。该决定同时明确隐瞒病情将被认定为失信行为。
3月11日，江苏省人大常委会召开座谈会，进一步推进十三届全国人大常委会《关于全面禁止非法野生动物交易、革除滥食野生动物陋习、切实保障人民群众生命健康安全的决定》贯彻实施。根据《决定》，食品經營者不得採購、經營、使用野生動物肉類及其製品，不得提供野味。截至3月13日，197間野味農家樂已關閉。

## 争议
2022年12月26日夜，苏州工业园区疾病防治中心发现网民“武知不菜二代目”发布多条微博，称自己是北卡罗莱纳州立大学病毒学博士，工作单位为园区疾病防治中心，五天内连续两次感染不同新冠病毒毒株，后在自己工作单位的P4实验室内通过快速基因检测确定毒株样本。园区疾控随即进行内部核实，经核查该中心无此员工，也无P4实验室。经公安机关调查，该网民金某某系某便利店的员工，为博取关注，自行拼凑相关帖文，并杜撰身份信息发布至微博。公安机关已对其作出行政拘留处罚。

## 關聯條目
- 2019冠狀病毒病疫情：中國大陸疫情、香港疫情、澳門疫情、臺灣疫情、日本疫情、馬來西亞疫情、新加坡疫情、泰國疫情、美國疫情、國際郵輪疫情
- 2019冠狀病毒病全球病例： 中國大陸病例
- 嚴重急性呼吸系統綜合症冠狀病毒2型
- 2019冠状病毒病中国大陆疫情相关争议

## 备注
1. ↑  通报原文为“外地某公司”，但通过国家知识产权局商标查询系统查询“椰顿”“俺老孙”商标的注册人为“廖增军”，“养延”商标的注册人为金华市润轻松食品有限公司。而国家企业信用信息查询系统查询到金华市润轻松食品有限公司的法定代表人即为廖增军，可以视为同一家公司生产的产品。润轻松食品公司是金华市区“4.15”疫情的主要风险点[311]。